# Costume breton

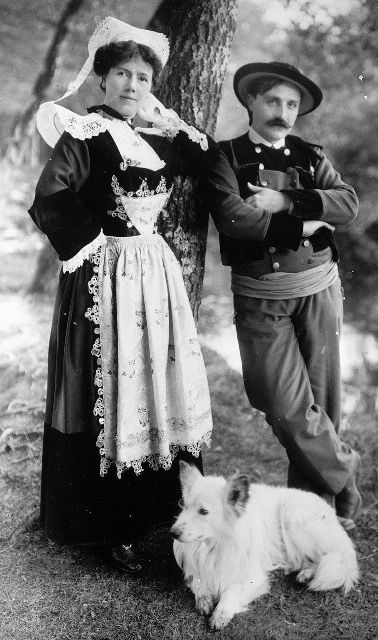
Théodore Botrel et Hélène Lutgen dite « Léna » portant le costume traditionnel de la région de Pont-Aven vers 1900.

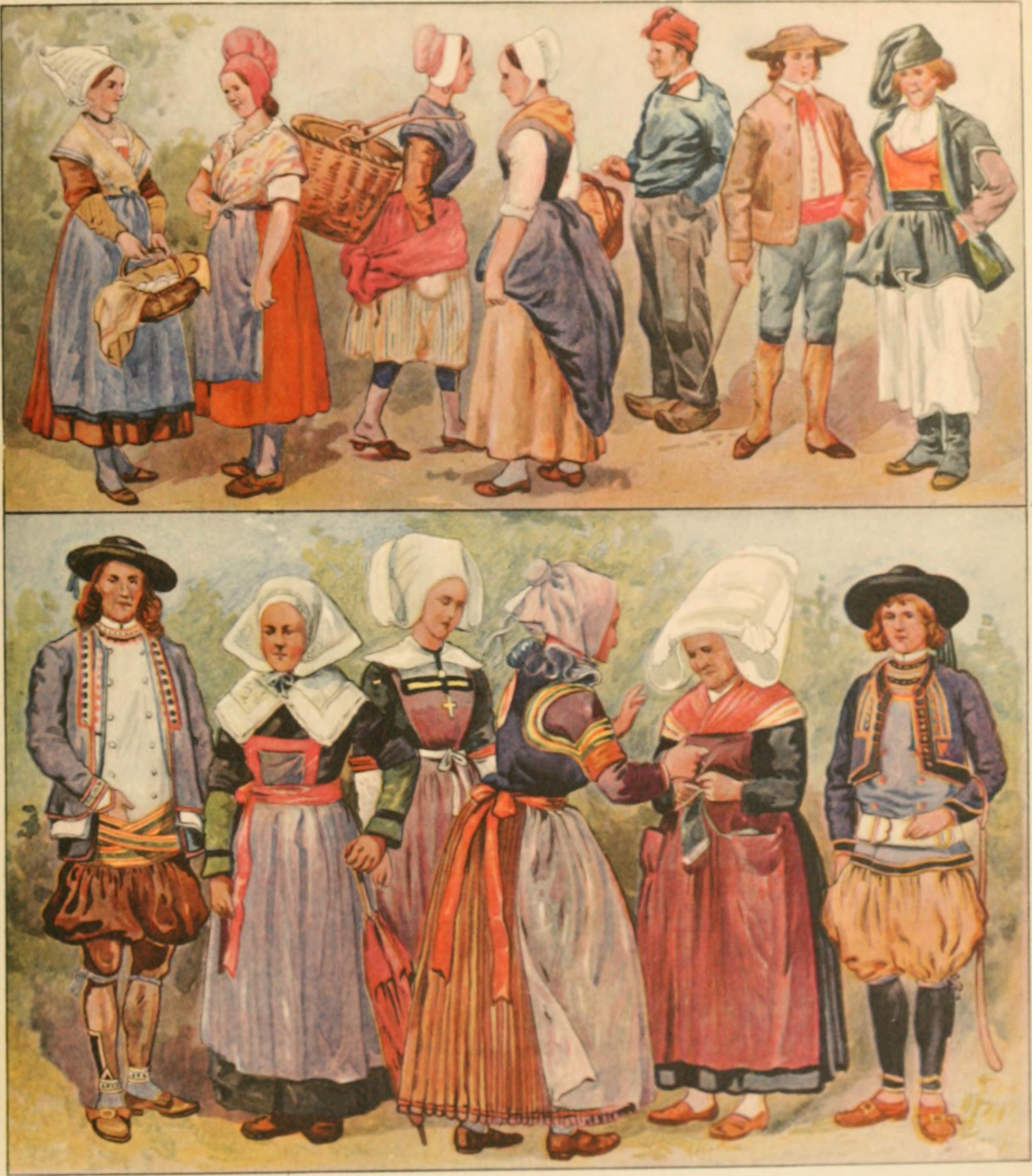
Galerie de costumes en usage au XIXe siècle publiée dans Geschichte des Kostüms d'Adolph Rosenberg (1905)

Le costume breton désigne les différents modèles de vêtements portés en Bretagne, à partir de la fin du XVIIIe siècle. Jusqu'au milieu du XXe siècle, les paysans, les marins, les commerçants, les ouvriers ou les artisans, avaient en effet trois catégories d'habits : la tenue de travail, l'habit du dimanche et le costume de cérémonie. Les vêtements de tous les jours présentaient moins d'originalité même s'ils avaient aussi des caractéristiques locales ou professionnelles.
Ce qui fait la spécificité du costume breton, c'est l'existence d'une très grande diversité de styles, de couleurs, de coiffes le rattachant aux arts textiles. Le costume est marqué, en effet, par une forte différenciation spatiale à partir du XIXe siècle, variant parfois d'une commune à l'autre.
Depuis le XXe siècle, l'évolution de la vie sociale, le développement du tourisme ainsi que la diffusion des magazines de mode, entrainent un déclin dans le port des costumes. Et le costume breton est porté essentiellement à l'occasion de manifestations religieuses exceptionnelles telles que les pardons, ou de manifestations culturelles auxquelles participent les cercles celtiques. On parle alors de costume traditionnel ou folklorique.
Les usages du costume breton historique ou créé pour des représentations scéniques ou artistiques ont ainsi évolué si bien qu'aujourd'hui, le costume a disparu de la vie courante. Alors qu'il a représenté pendant environ deux siècles, un vêtement associé à un mode de vie, c'est aujourd'hui un vêtement choisi, par ceux qui le portent.

## Origine des costumes
C'est la Révolution qui marque l'apparition des costumes paysans, qui représentent avant tout une classe sociale et non pas un groupe ethnique, qui n'était pas lié à une origine géographique. La mode reflète des influences esthétiques, économiques et politiques européennes. C'est ainsi qu'il existe des costumes en Provence et dans d'autres régions. Transformant la classe paysanne, la révolution va donner accès à des éléments de singularisation et d'enrichissement des vêtements à savoir les étoffes brodées, les rubans, les dentelles. Il est possible d'affirmer, selon René Yves Creston, qu'avant la révolution, il n'existait pas de costume typiquement breton.
Cependant, en Bretagne occidentale, l'éloignement explique un retard dans l'arrivée du vêtement français et un maintien de traditions vestimentaires plus ancienne : la mode du XVIIe siècle pour les vêtements masculins et le XVIe siècle pour les vêtements féminins. Par exemple, pour le vêtement masculin, l'habit à la française qui est en vigueur durant le XVIIIe et le XIXe siècle est celui de la culotte qualifiée en breton de bragoù berr. Tandis que, la mode du XVIIe siècle aussi qualifiée de Renaissance bretonne, est celle de la culotte bouffante, à la même époque, en Bretagne, qualifiée de bragoù bras. Les styles en vigueur dans la mode parisienne ont subsisté plus longtemps en Bretagne.
Les étoffes utilisées pour ces vêtements sont des toiles d'origine artisanale, généralement filées par les femmes et tissées par les artisans du village, mais la facture est modeste et le vêtement surtout utilitaire, avec peu d'apparat. Les vêtements de dimanche et de cérémonie sont de couleur noire et ce sont les vêtements de travail qui sont en droguet.
La coiffe est un apanage du vêtement féminin répandu dans toute l'Europe. Composée d'un fond et des ailes. Le goût pour la distinction a conduit à une diversité de modes et de facture, en utilisant des fantaisies de création. De la même façon que s'est diversifié l'art du chapeau, pour le vêtement masculin, composé toujours d'un bord et d'un fond. On retrouve, des éléments de coiffes anciennes, dans les costumes des religieuses qui ont conservé des factures plus anciennes. C'est le cas notamment de l'ordre des Sœurs du Saint Esprit (les « Sœurs blanches ») et celui de l'ordre des Sœurs grises en particulier dont l'habit est celui des paysannes du XVIIe siècle.
L'abolition des lois somptuaires au moment de la révolution va entrainer une liberté politique qui se verra dans l'art vestimentaire des paysans et des paysannes. Mais il faut attendre 1830 pour que le style populaire breton devienne un art vestimentaire à part entière.
Puis, lors de l'intensification des moyens de transport, le développement de l'industrie, l'accroissement du commerce terrestre, l'amélioration des moyens d'existence des paysans va contribuer à la diversification et au développement de modes vestimentaires qui vont devenir de plus en plus variées jusqu'à arriver à une fragmentation des modes qui sera en vigueur durant environ un siècle, entre le XIXe et le XXe siècle, parfois jusqu'à s'éloigner des courants de mode modernes. Ainsi, c'est dans les départements du Finistère et du Morbihan que la fragmentation des modes a été le plus importante. De même qu'on retrouve des différences dialectales importantes entre le breton de Cornouaille et le breton Vannetais, la mode vestimentaire a aussi été un marqueur d'unité territoriale dans sa diversité. Les pays de Nantes et de Rennes ont reçu une influence plus grande et plus précoce de la mode française. Il faut cependant encore une fois distinguer les brodeurs citadins qui avaient accès aux journaux de modes parisiens, des brodeurs de pleine campagne qui conservent plus longtemps des motifs anciens.
Les modes sont européennes et c'est ainsi que, les vêtements pouvaient prendre l'aspect de vestes espagnoles, polonaises où seuls les motifs ornementaux étaient d'inspiration bretonne. Mais il faut également nuancer, car les motifs sont inspirés de motifs décoratifs des styles Louis XIII à Louis XVI.

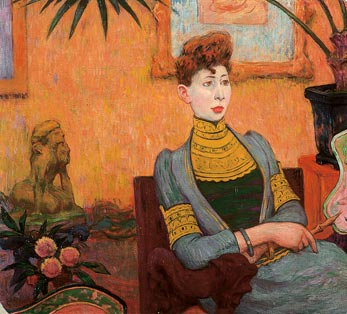
Portrait de Madame Champsaur habillée d'une robe aux inspirations bigoudènes, qui pose dans son salon parisien, réalisé par Émile Schuffenecker (1890)

Puis, progressivement, avec le développement du tourisme, les costumes développés à la campagne se sont inspirés des vêtements portés par les citadins. Réciproquement, la mode bretonne a influencé ensuite certains styles vestimentaires urbains. Par exemple, le portrait ci-contre de Jeanne Marie Chazotte (Madame Champsaur), épouse de l'écrivain Félicien Champsaur, mêle vêtements urbains et influences bretonnes, ici la broderie bigoudène, au XIXe siècle. Ces inspirations bigoudènes, qui ont touché principalement la mode parisienne, ont été particulièrement marquées entre 1850 et 1910.
À partir de 1925, sous l'influence du mouvement des arts décoratifs, de nouveaux motifs vont être créés, en fonction des demandes de la clientèle.

## Diversité des modes vestimentaires

### Les vêtements collectés à partir duXIXesiècle
L'épanouissement du costume breton débuta après que la Révolution française eut aboli les lois somptuaires qui, sous l'Ancien Régime, règlementaient l'inventivité autour du luxe en fonction du rang social.
Le costume a ensuite évolué au cours du temps, avec une forte différenciation locale au XIXe siècle. Les styles sont variés car ils se différencient parfois d'une commune à l'autre. Selon certains auteurs, le travail de singularité et de différenciation dans l'art vestimentaire, répond à l'émergence de l'uniformité républicaine. Le costume breton se diversifie surtout à partir du XIXe siècle si bien que chaque village, chaque quartier de ville, chaque métier pouvait se distinguer du village voisin par le jeu des broderies et des couleurs . Cette diversité se retrouve dans un proverbe breton « Kant bro, kant giz » qui peut se traduire par « cent terroirs, cent modes vestimentaires ».
Le mouvement de diversification cessa avec les costumes uniformément noirs qui étaient les seuls autorisés en cas de veuvage, imposés par le massacre de la Première guerre mondiale (1914-1918). « La Bretagne entrait dans la modernité à la force des baïonnettes » .

### Quelques spécificités du costume breton
Les tenues féminines étaient composées de parties différentes : jupe, haut (généralement en velours), châle et tablier qu'on mettait autour de la taille et qui remontait vers la poitrine.
Les tenues masculines étaient composées des culottes bouffantes, appelées bragoù bras en breton, mais qui n'étaient pratiquement plus portées avant même 1900. On les a considérées comme d'origine celtique, sorte de kilt transformé par le mouvement de Contre-Réforme. Cette origine celtique est contestée par les historiens du costume breton, comme René-Yves Creston et par Pierre Hélias, qui voient au contraire dans ce vêtement une simple évolution de la rhingrave, c'est-à-dire du haut de chausses ample et bouffant porté par la noblesse du XVIIe siècle.
Les costumes portés par les habitants de Cornouaille au XIXe siècle, ont été représentés par les peintres de l'école de Pont-Aven, surtout par Gauguin, et plus particulièrement les vêtements de cérémonie.
Au XIXe siècle, dans le Pays Fañch, la coiffe dite Sion, n'était portée que sur le territoire restreint des Diazoù, dans le sud de l'actuel canton de Saint-Nicolas-du-Pélem. Au XIXe siècle, François Hippolyte Lalaisse a représenté les costumes traditionnels masculin et féminin de ce terroir.

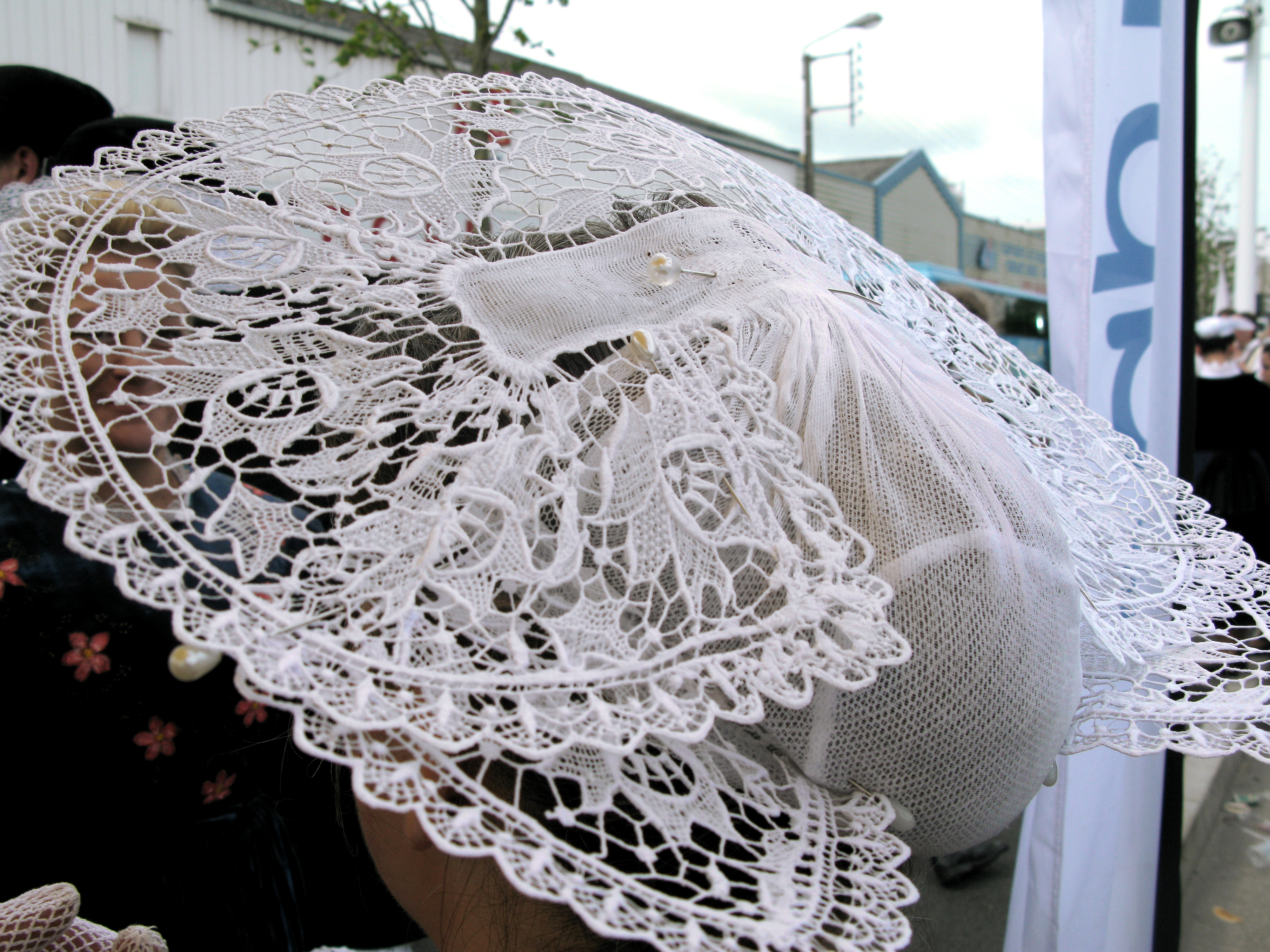
Coiffe de Lorient

Les costumes du pays de Lorient partagent une des particularités des costumes du pays vannetais : des tabliers de velours pour la plupart comportant des motifs floraux peints ou brodés. Le tablier de Lorient, contrairement aux autres tabliers vannetais, est constitué d'une grande bavette qui recouvre les épaules.
Dans le Trégor-Goëlo, la coiffe des femmes la plus répandue s'appelle la toukenn.
Pour ce qui concerne la Haute-Bretagne, dans le Pays de Rance (Poudouvre et Clos Poulet), autour de Dinan, Dinard, et Saint-Malo, les coiffes présentent de la diversité, malgré la proximité des lieux.

### La spécificité du costume de Plougastel
Le costume de Plougastel est caractérisé par la variété de ses couleurs et n'était porté que par les habitants de cette commune. Ce particularisme peut s'expliquer par le fait que Plougastel est une presqu’île, et que l'influence culturelle des communes voisines y est moindre. À partir du XXe siècle, les vêtements civils remplacent le costume pour le travail et celui-ci devient un vêtement d'apparat pour les mariages, les processions et les pardons. D'après les collectages réalisés, le dernier mariage où les époux portaient le costume traditionnel date de 1957. Le costume a été conservé plus tardivement qu’ailleurs en Bretagne, une photo prise par Ouest France en 1994 par exemple, montre des femmes ornées du costume plougastel. Aujourd'hui le costume est principalement porté lors de défilés, par le cercle celtique du terroir de Plougastel, Bleunioù Sivi.

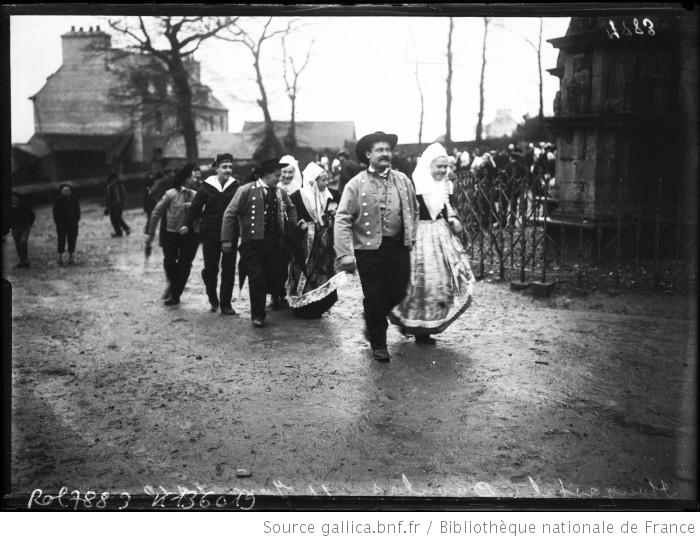
Costume de Plougastel lors d'une procession en 1910.
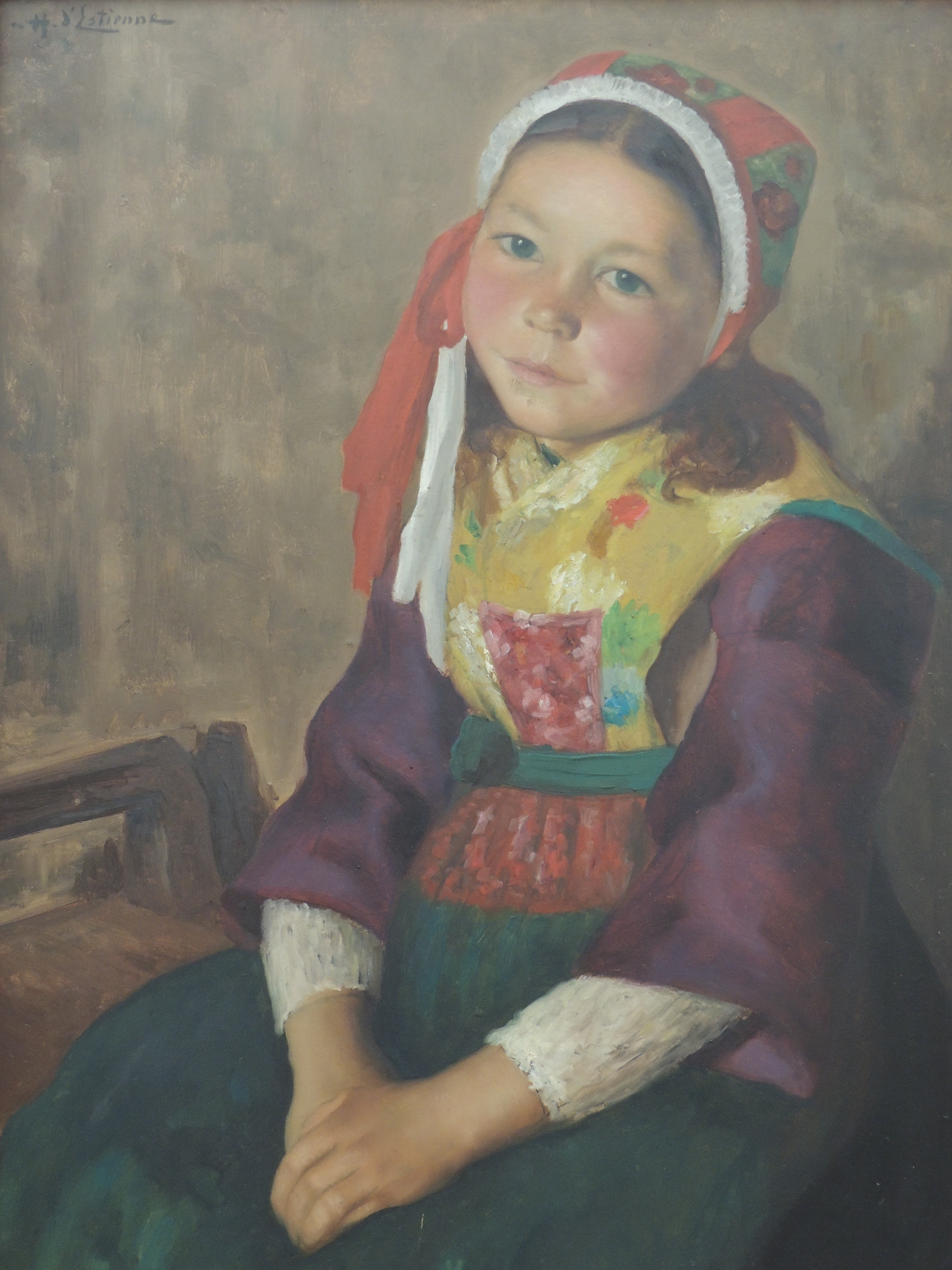
Fillette en costume de Plougastel  en 1913 (tableau d'Henry d'Estienne)
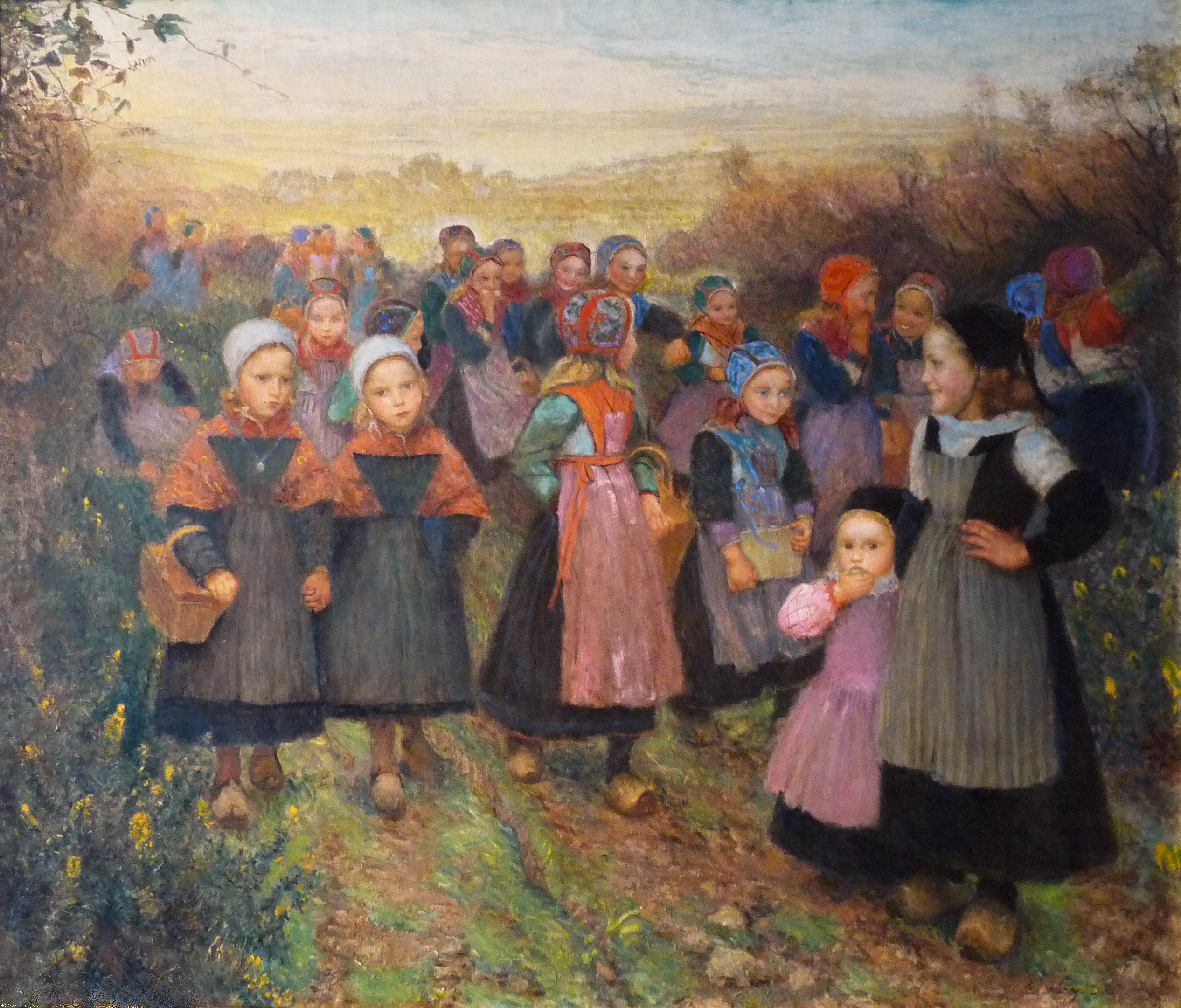
Les enfants revenant de l'école à Plougastel en 1898 (tableau de Emile Wery )
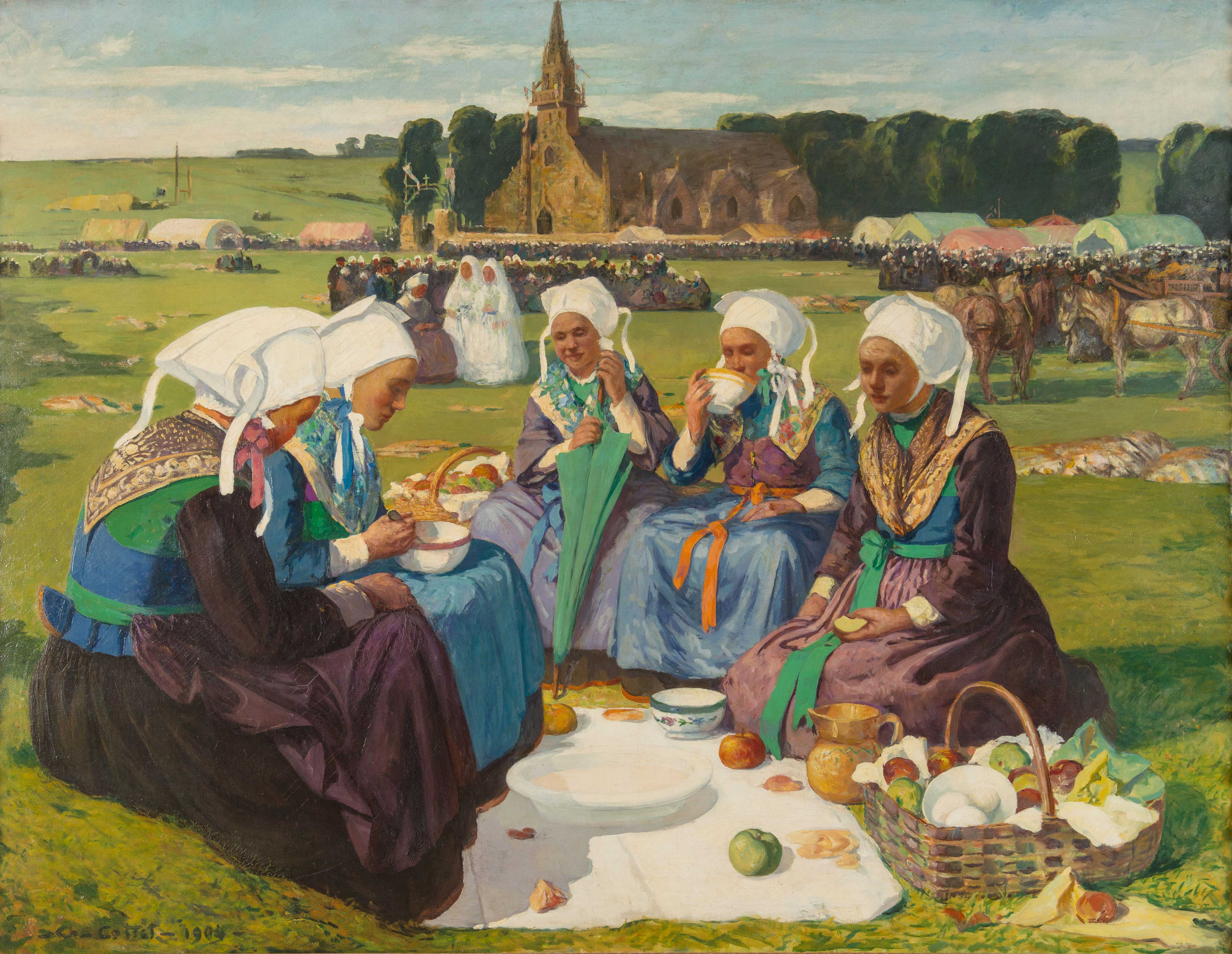
Costume de Plougastel par Charles Cottet (1904)
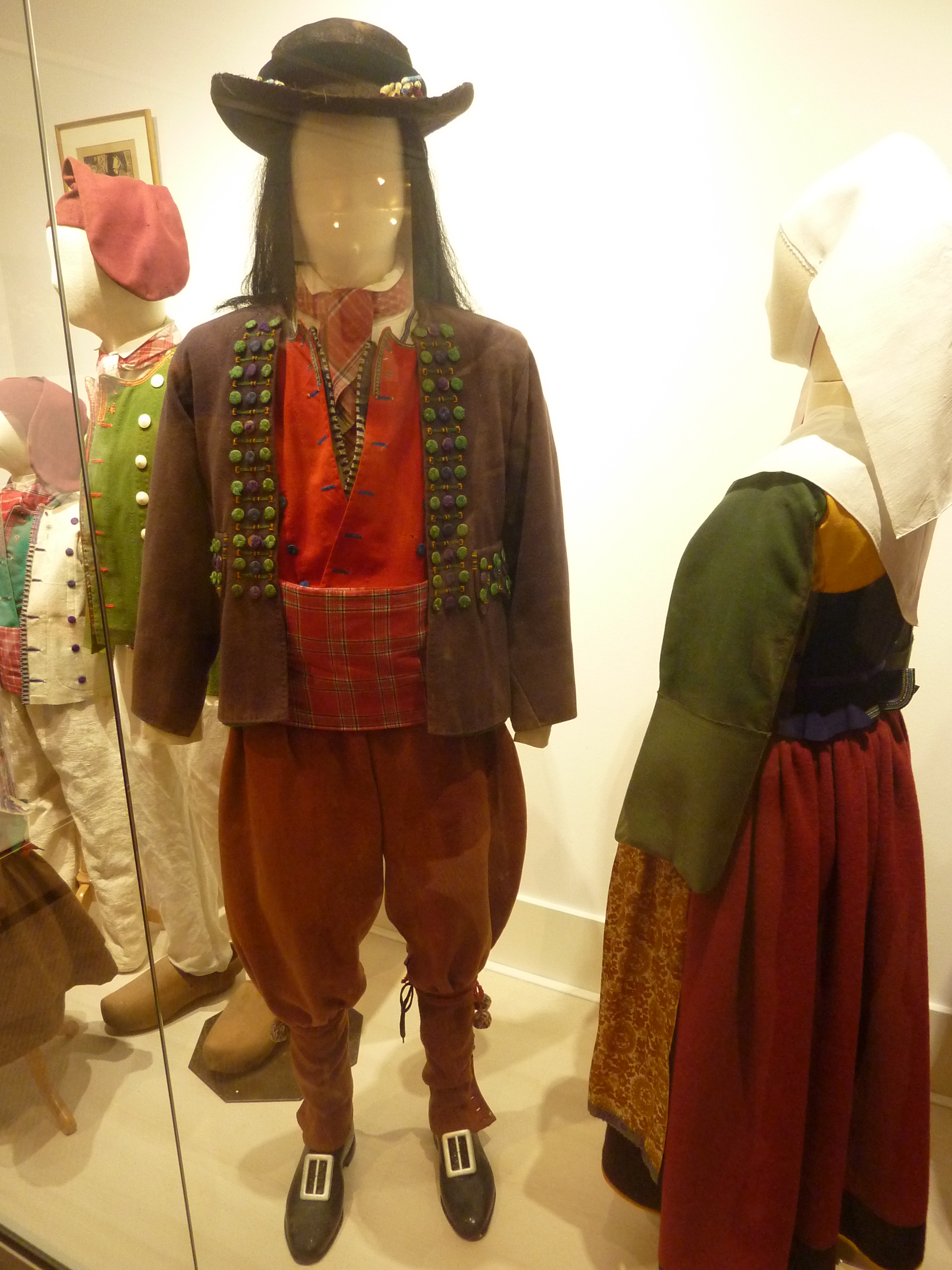
costume conservé au Musée de la Fraise et du Patrimoine

### Le costumeglazig
Le costume dit glazig en référence à sa couleur bleue, qui se dit glaz en breton, est une distinction qui trouve son origine dans des raisons économiques. L'étoffe utilisée est celle récupérée à la fin des guerres de l'Empire lorsque les draps militaires inutilisée ont été vendus par des marchands qui allaient se les procurer aux magasins militaires de Brest pour les revendre sur les marchés de Quimper. Les étoffes, populaires auprès des clients, firent que la couleur devient celle majoritaire des vêtements dans la région aux alentours de Quimper. Et c'est à partir du XXe siècle que les motifs ornementaux de style Louis XVI apparaissent sur les tabliers du vêtement féminin ainsi que le motif floral développé dès le début du siècle.
Cette dénomination attribuée à la couleur des vêtements se retrouve aussi dans d'autres costumes : les habitants du pays d'Elliant reçurent le surnom de Melenig, du fait de la couleur jaune de leurs broderies, jaune se disant melen en breton. Et les habitants de Châteaulin furent surnommés les Rouzig du fait de la couleur rousse de leur vêtement.

### La spécificité de la broderie et de la coiffe bigoudène
La coiffe bigoudène, devenue une représentation emblématique du costume breton, se portait spécifiquement dans le pays Bigouden et la coiffe de cérémonie "haute" existe seulement depuis le début XXe siècle.
Le pays Bigouden est le dernier de Bretagne à porter le costume traditionnel. La dernière bigoudène à le porter quotidiennement avait 97 ans et est décédée en 2022.
Les costumes bigoudens étaient confectionnés en drap de laine de Montauban et, pour les ornementations, en tissus issus des grandes manufactures telles que les soies de Lyon, ou bien les rubans de Saint-Étienne.
La spécificité de la broderie bigoudène s’exprime par l'usage couleurs vives telles que le jaune, rouge, l'orange, brodées sur un fond noir de drap ou de velours ce qui confère un contraste aux vêtements. La broderie est un savoir-faire ancien, d'abord masculin. Les brodeurs formaient une corporation appelée, les kemenerien. L'art était codifié, avec des motifs représentants le soleil, les planètes, l’arête de poisson, la fougère, la corne de bélier, la plume de paon, et la chaîne de vie. L’habileté des brodeurs était célèbre si bien que l'art s'exporta. Le savoir-faire s'est transmis dans des ateliers et est devenu une pratique mixte.

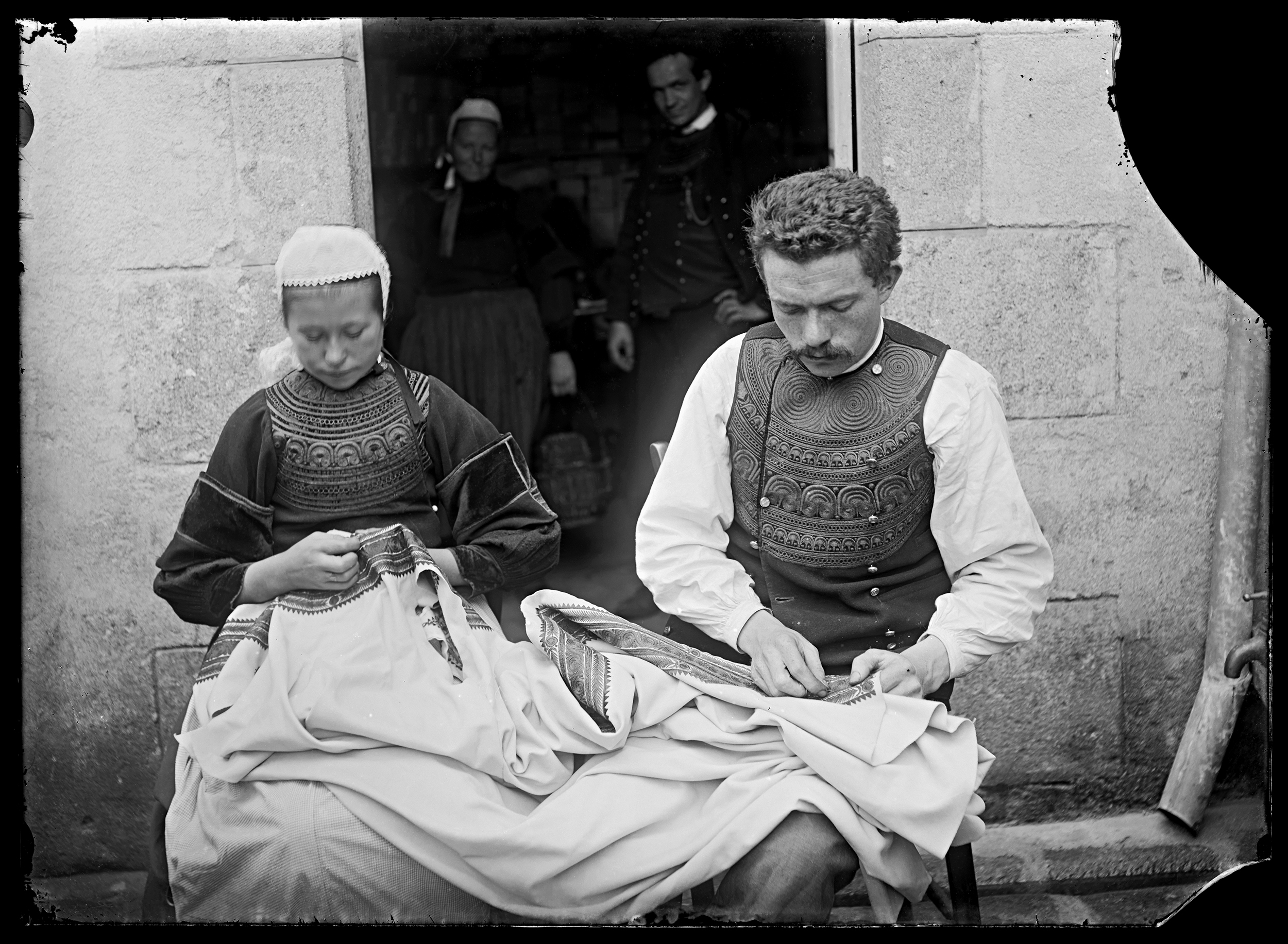
Brodeurs de l'atelier Pichavant de Pont-L'Abbé qui ornent du linge de maison (photo par Paul Géniaux vers 1900)
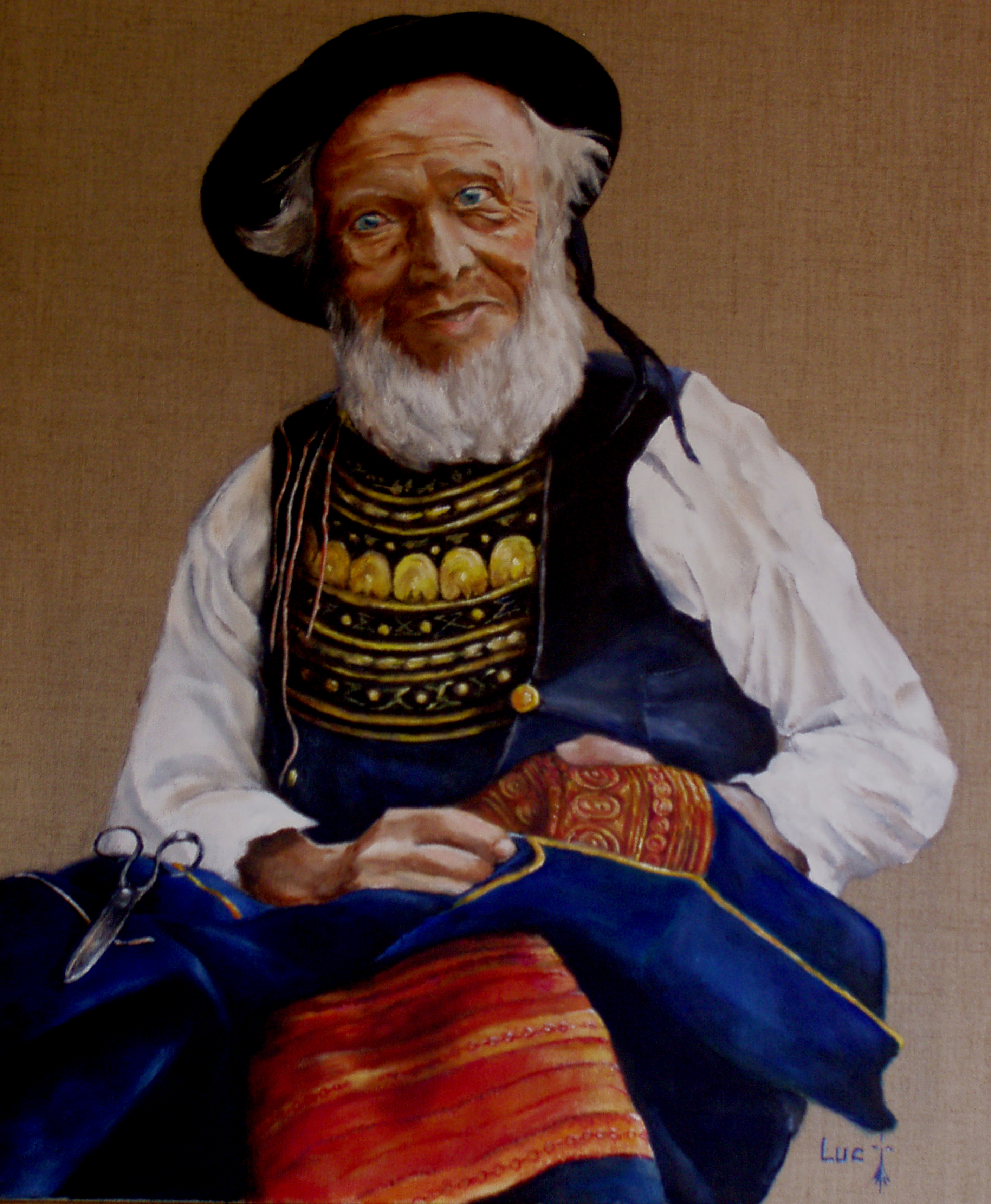
Brodeur de chupenn (veste) avec des motifs bigoudens
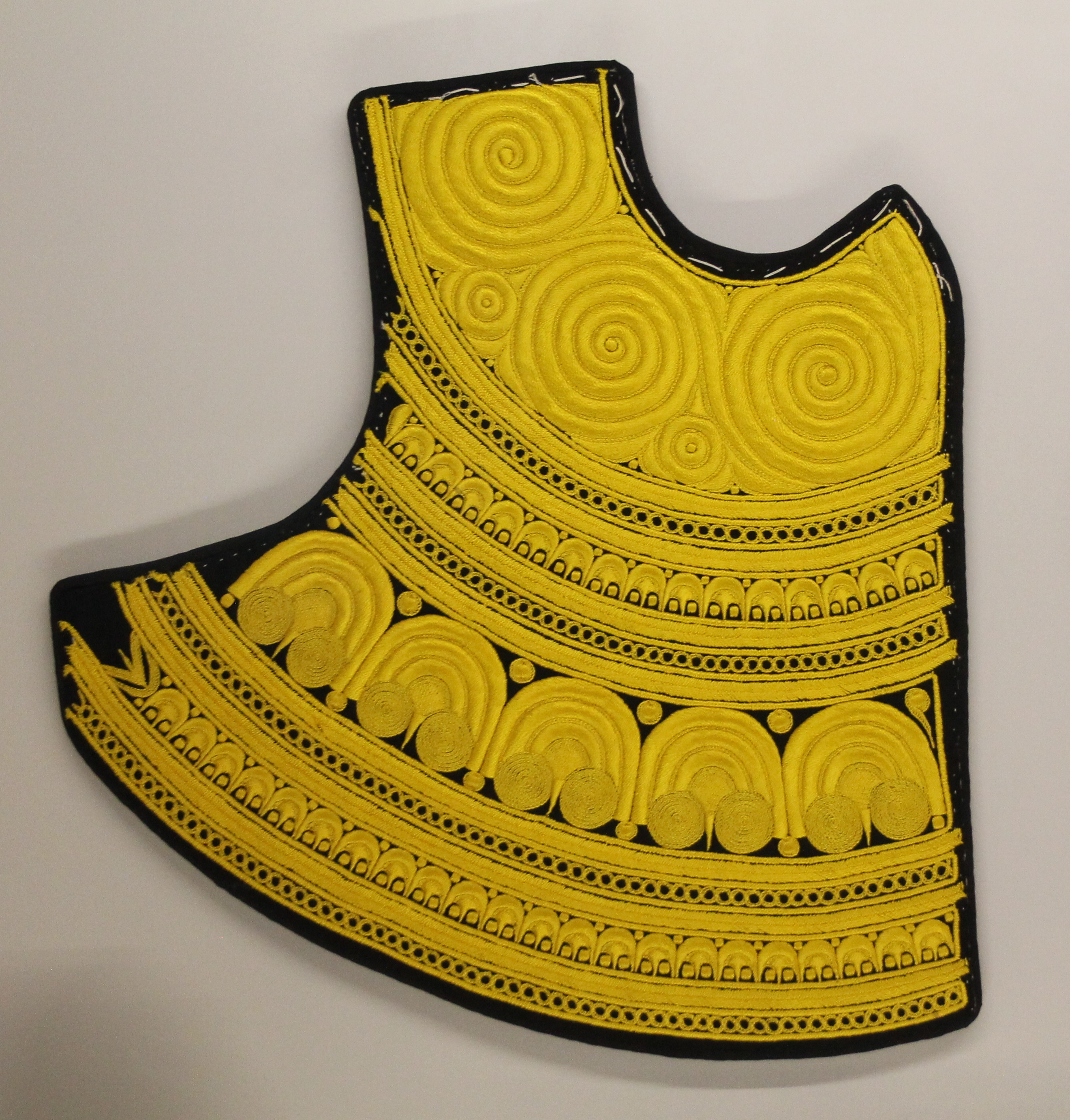
Enchainement de motifs
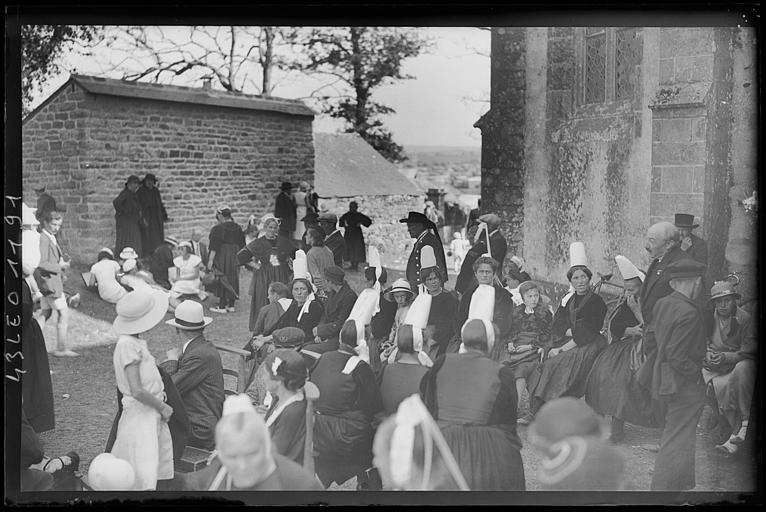
Bigoudènes au pardon de Saint-Anne la Palud au début du XXe siècle.
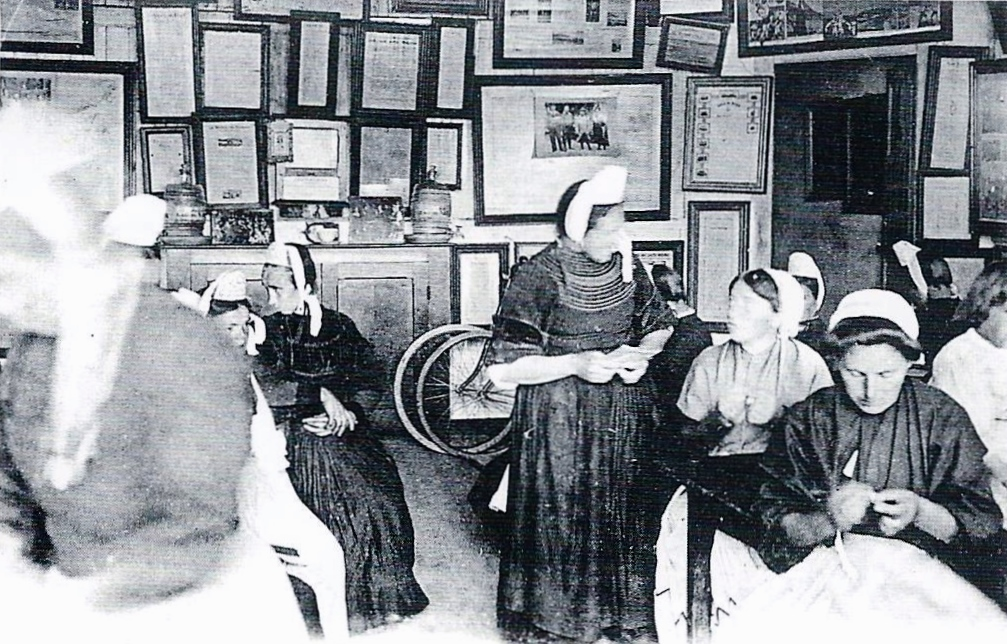
Paiement des allocations aux femmes des marins mobilisés pendant la Première Guerre mondiale (photographie de Jacques de Thézac prise à Sainte Marine années 1910).

Petite jusqu’aux années 1900, la coiffe bigoudène connaît une évolution conséquente. Pour qu’un « faiseur de mode » - telle une brodeuse de coiffe - gagne sa vie, il est nécessaire que l’objet passe de mode, à défaut de s’user. La coiffe va augmenter d’un centimètre par an environ, de 1905 à 1935, passant de 5 cm au XIXe siècle à près de 38 pendant la Seconde Guerre mondiale.

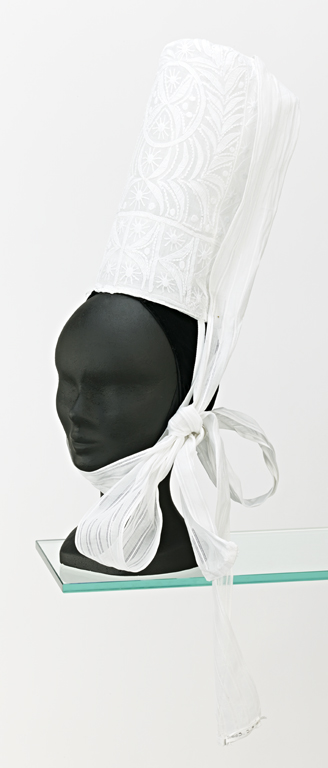
Coiffe du pays bigouden

Jusque dans les années 1920, on porte un large ourlet qui donne la forme arrondie à l’ensemble, surmonté d’une pointe. C’est ce qu’on appelle le “bigouden” qui va donner son nom au costume, à la population et au pays tout entier - remplaçant l’ancien nom du pays : le Cap Caval. Par la suite on ajoute un peigne rigide et rond sur le ruban de velours qui maintient le bonnet de la coiffe afin de lui permettre de s’élever encore plus. La coiffe est attachée sur la tête par 2 rubans noués sous le menton.
En pays bigouden, les milliers de jeunes ouvrières employées dans les conserveries et l’industrie textile seront relativement épargnées par l’exode économique, offrant ainsi à la mode bigoudène quelques décennies supplémentaires. Si la majorité des Bigoudens n’a jamais porté que du noir, le territoire va néanmoins exceller dans l’art de la broderie. C’est probablement grâce à l’atelier pont-l’abbiste Pichavant, qui s’installe en 1867, que la broderie bigoudène gagne ses lettres de noblesse. Il saisit le double marché de la broderie : celui des communautés rurales et ouvrières, mais également celui des citadins, multipliant les débouchés et spécialisant ainsi des centaines de brodeurs et brodeuses dès les années 1880.

### Évolution des costumes: exemple de l'habit féminin en pays vannetais

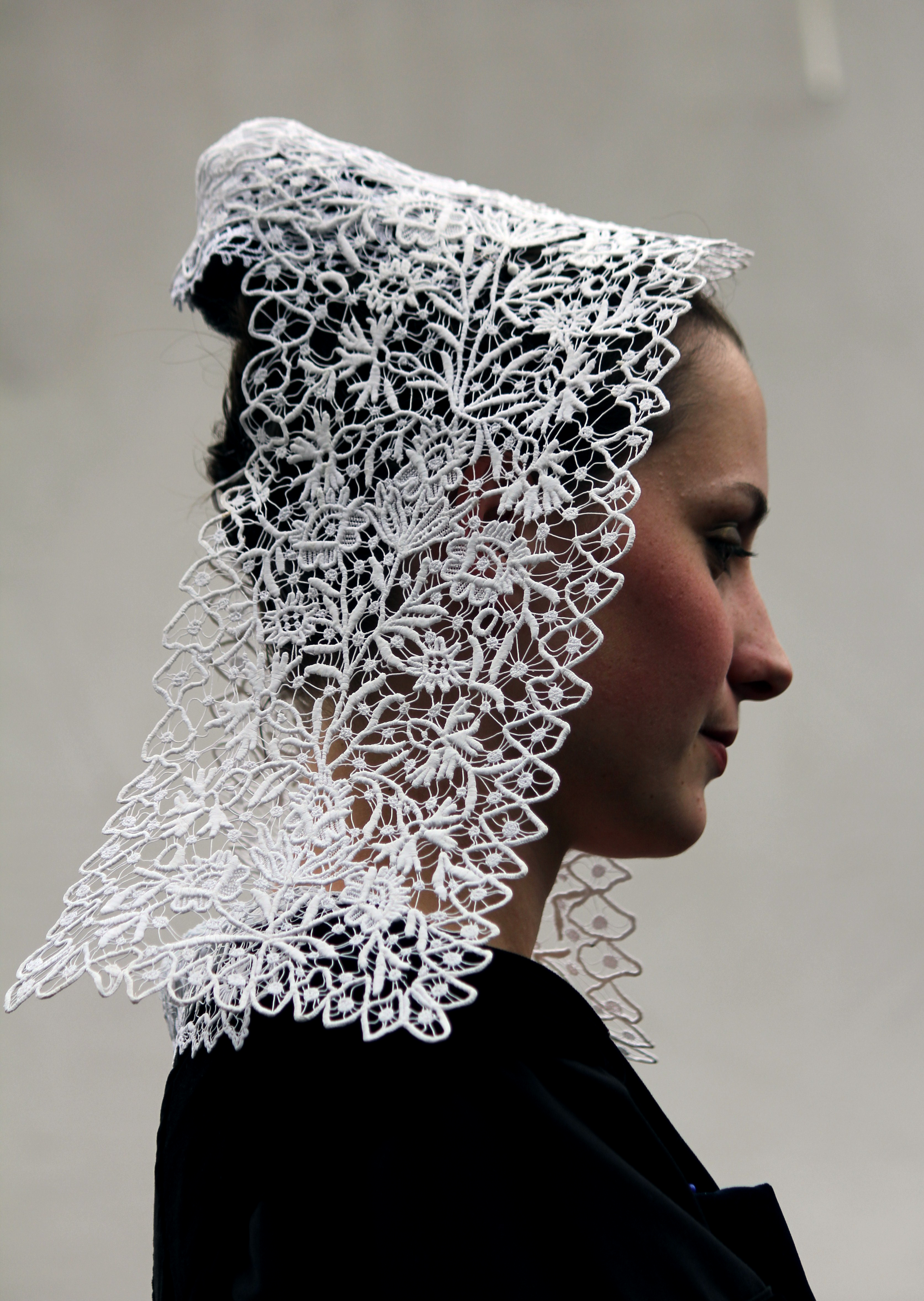
Coiffe bretonne du pays de Baud, portée par une danseuse du cercle celtique de Bugalé Melrand lors du festival interceltique de Lorient en 2011.

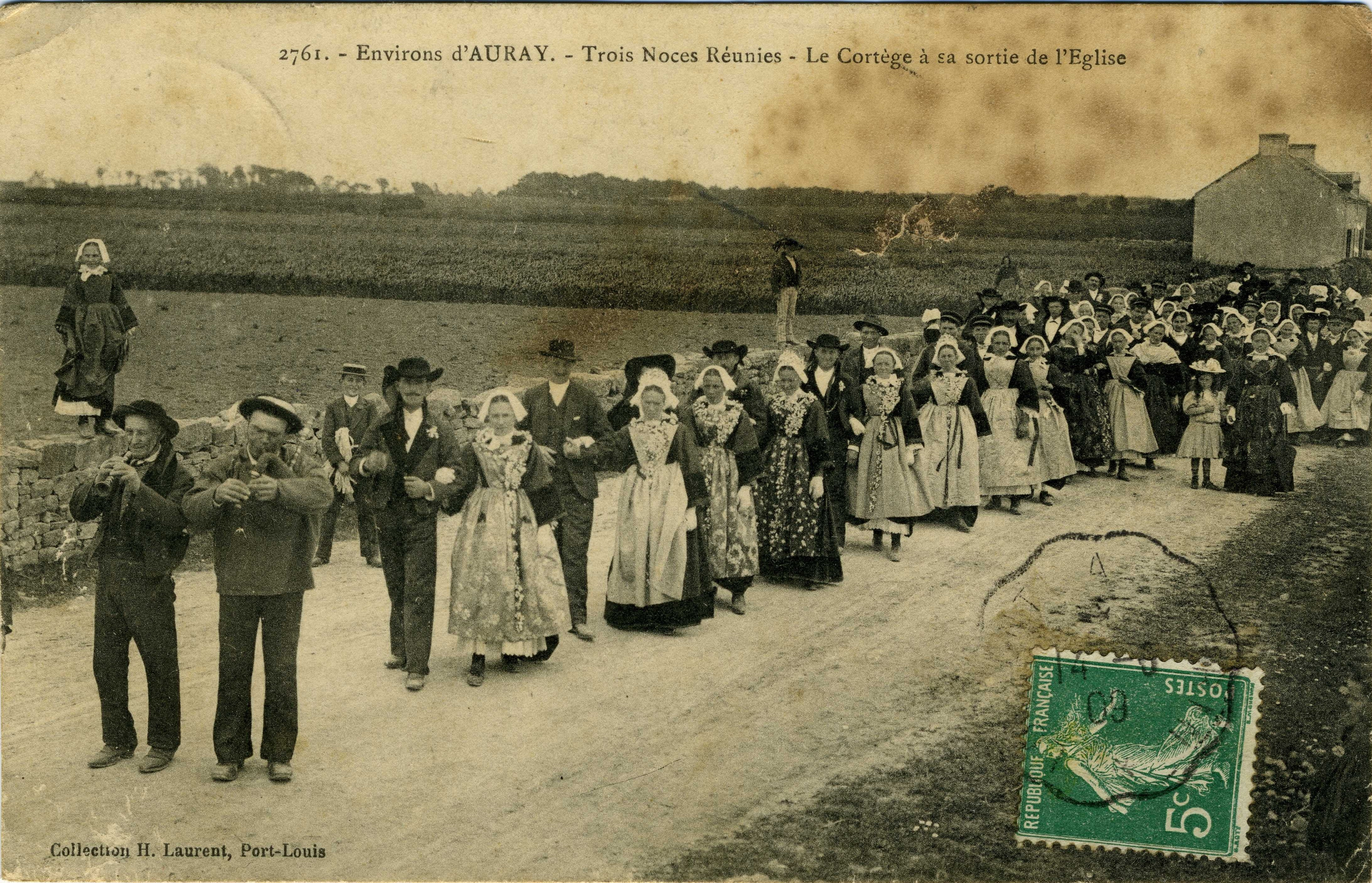
Cortège de trois noces à Auray en 1908

Le costume dit «Lalaisse » : il s'agit d'un costume des années 1850 décrit par Lalaisse. Il est constitué d'une jupe et d'une camisole de couleur brun rouge avec quelques petits pans de velours dans le bas de la jupe, les épaules, les manches. Le tablier est constitué d'une grande bavette qui, contrairement à des dizaines d'années plus tard, ne remonte pas jusqu'à la dentelle du col et laisse ainsi apparaitre du tissu de coton blanc. La coiffe est constituée de trois parties : un bonnet à grand fond et jugulaire dont le bas comporte des petites ailettes qui tombent dans la nuque, une bande de coton blanc plié en deux avec en dessous une autre bande de coton bordé de dentelle. Ces trois parties à part le fond du bonnet sont amidonnées. La femme décrite par Lalaisse porte également des manchettes boutonnées avec de la dentelle, un col de dentelle amidonné et un collier en velours comportant une croix surmonté d'un cœur (très répandu à cette époque), le tout tombant sur la poitrine.
Dans les  années 1900, la coiffe a largement diminué, il reste encore la jugulaire et des bardes, correspondant aux restes de l'ancienne coiffe et comporte toujours un bonnet à plus petit fond mais toujours composé de deux ailettes de dentelle. La camisole et la jupe sont maintenant de couleur noire et comportent des plus gros pans de velours : dans le haut du dos, le bas de la jupe et les coudes. La jupe s'est rallongée et touche le sol, elle comporte en bas une balayeuse. Le tablier monte maintenant jusqu'à la dentelle du col, et souvent moiré ou alors en indienne, c'est-à-dire brodé de bouquet de fleurs. La dentelle du col est plus haute, les manchettes évasées. Les femmes portent également un sautoir avec un coulisseau et une broche.
Dans les années 1920 c'est le début de l'émancipation des femmes et par conséquent les jupes et tabliers raccourcissent légèrement pour laisser apparaitre les chevilles. Les tabliers peuvent comporter des guirlandes de fleurs brodées. La coiffe ne comporte plus de jugulaire, et les bardes ont diminué.
À partir des années 1940 : les jupes montent au dessus des mollets. Les camisoles et jupes se voient recouvrir de velours orné de galons perlés. Les tabliers adoptent parfois des couleurs plus vives, sont peints ou brodés, quelquefois en cannetille (fil d'or). Les coiffes sont dressés en aéroplane et comportent des motifs floraux compliqués, il n'y a plus de bardes.

### Les vêtements de travail participant à l'art du costume
Le kabig est originaire du pays Pagan dans le Pays de Léon (Nord du Finistère). Initialement, le Kab an aod ("cape de grève") est un vêtement porté les goémoniers en tant que vêtement solide et résistant pour le travail difficile à accomplir afin d'arracher le goémon sur les rochers. La plus ancienne représentation connue est l'œuvre de François-Hippolyte Lalaisse en 1844. Puis, au XXe siècle, Marc Le Berre, membre des Seiz Breur, cherche à retrouver le style des anciennes tenues goémonières afin d'en confectionner des modèles modernes, que seront réalisés par des ateliers quimpérois. C'est un manteau de gros drap, descendant à mi-cuisse, avec une poche ventrale. Il a connu un grand succès des années 1940 et jusqu'à Paris où il est devenu un vêtement urbain. Peu d'écoliers de cette période n'en ont pas porté à un moment ou l'autre .
Outre la classique blouse, telle que celle portée par l'homme barbu au centre sur l'image ci-dessous, les habitants du littoral empruntent souvent aux marins la vareuse, portée par l'homme accroupi sur l'image.

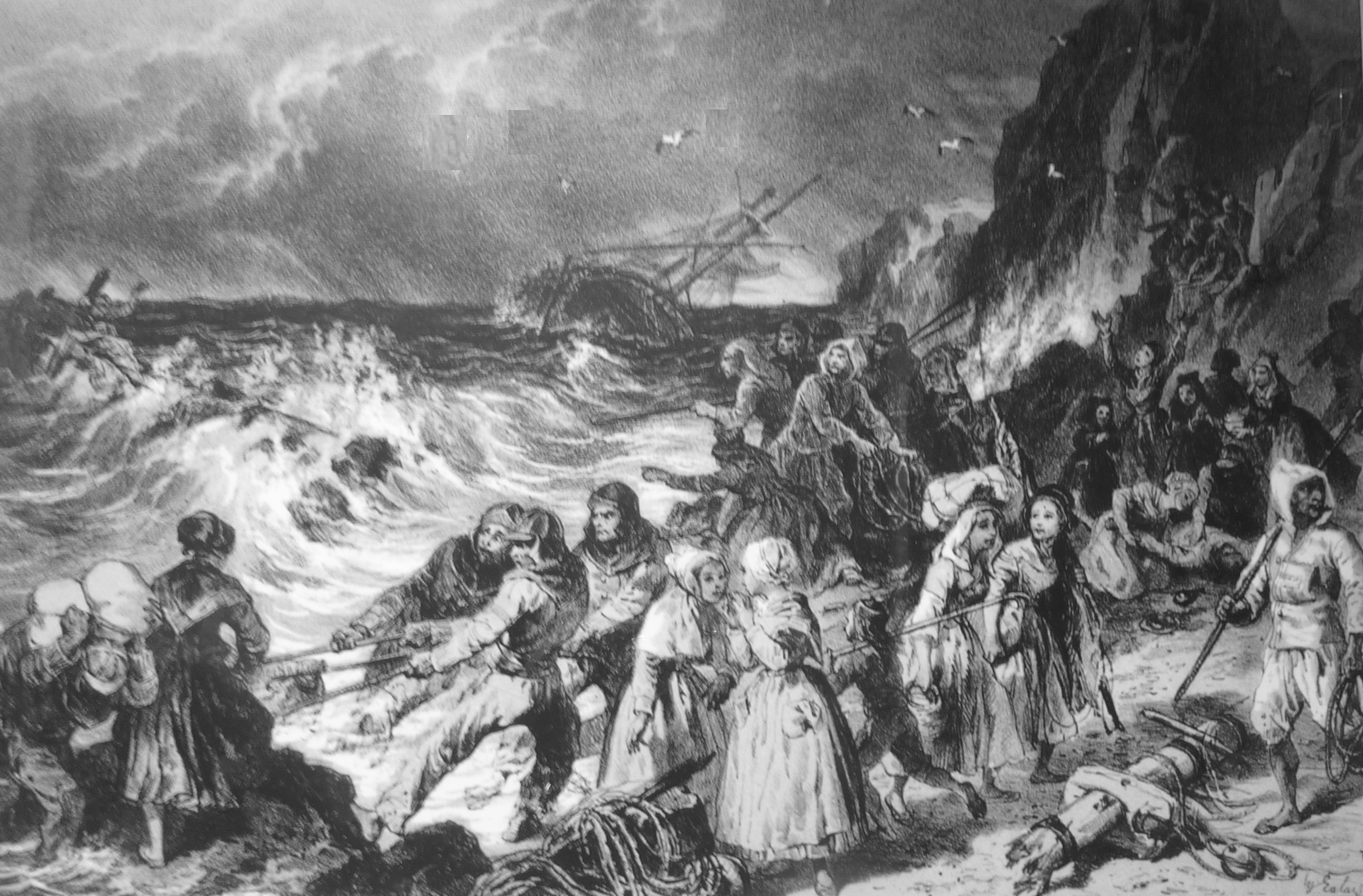
Kabig (scène de naufrage en Pays Pagan) par François Hippolyte Lalaisse (XIXe siècle)
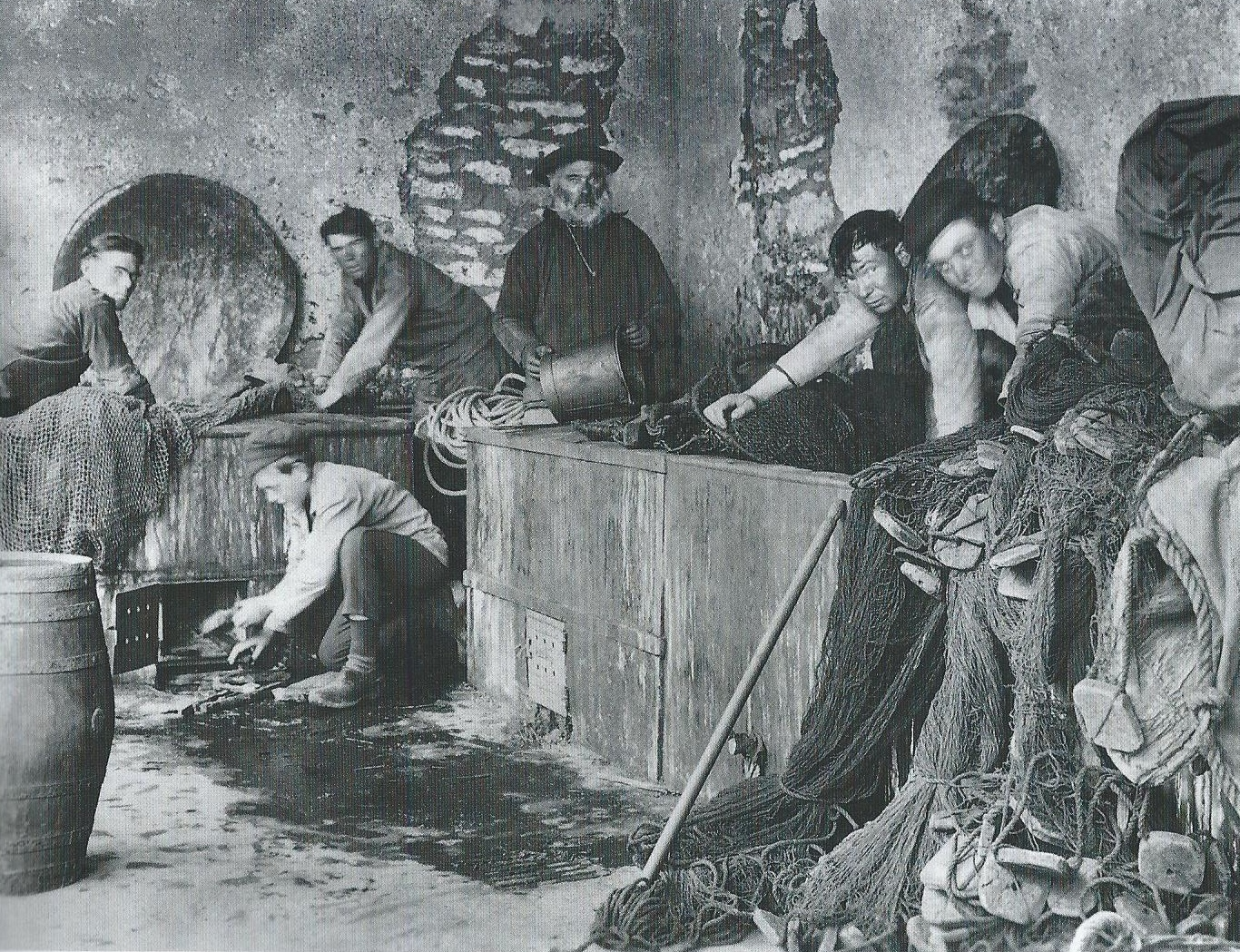
Blouse et vareuse (scène de travail sur des filets de pêche, Le Guilvinec, vers 1930)

## Chronologie du costume breton

### Costume d'influence européenne à la Renaissance

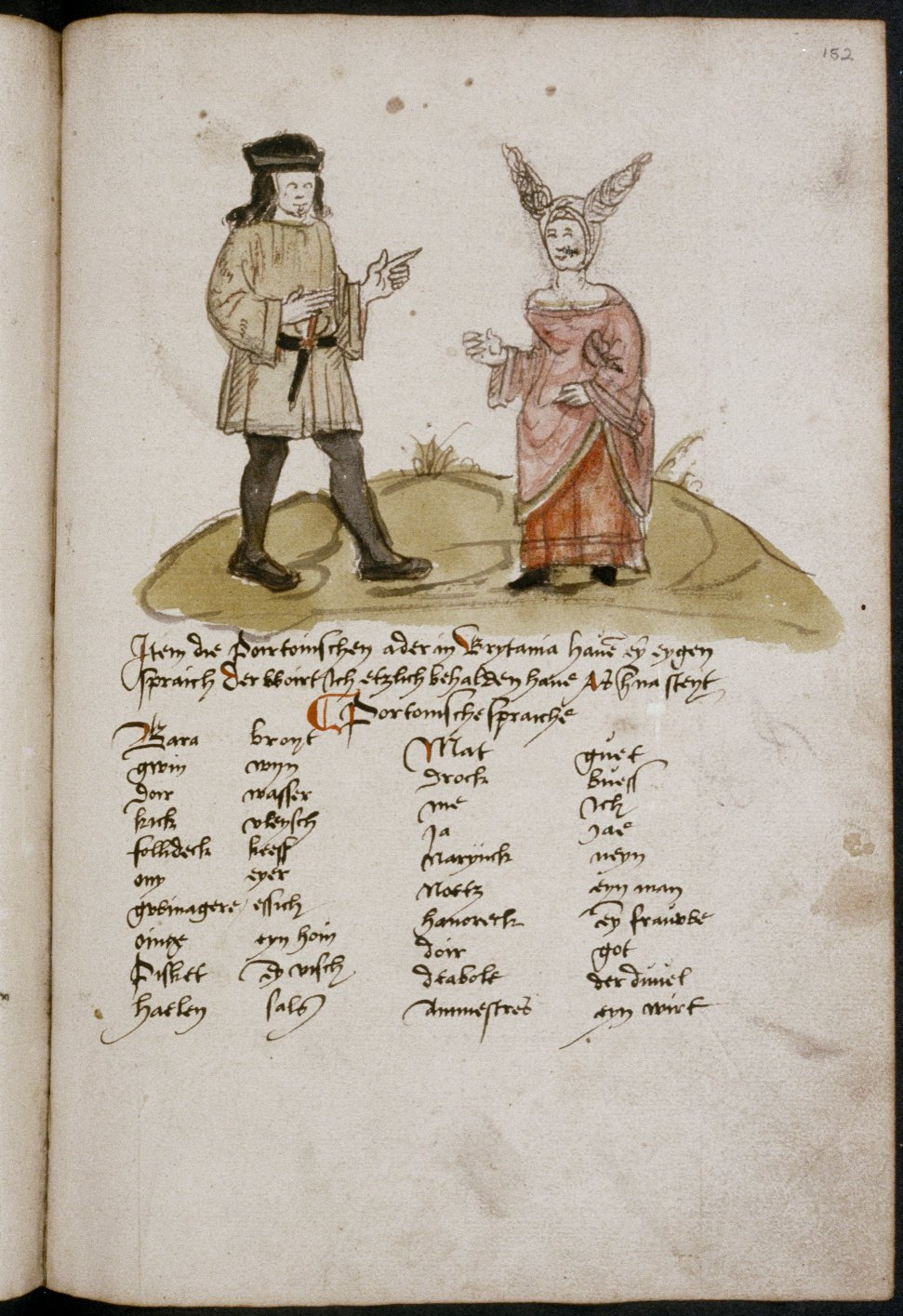
Costumes bretons dessinés par Arnold von Harff en 1499. On notera le petit glossaire du breton parlé à Nantes par une partie de la population.

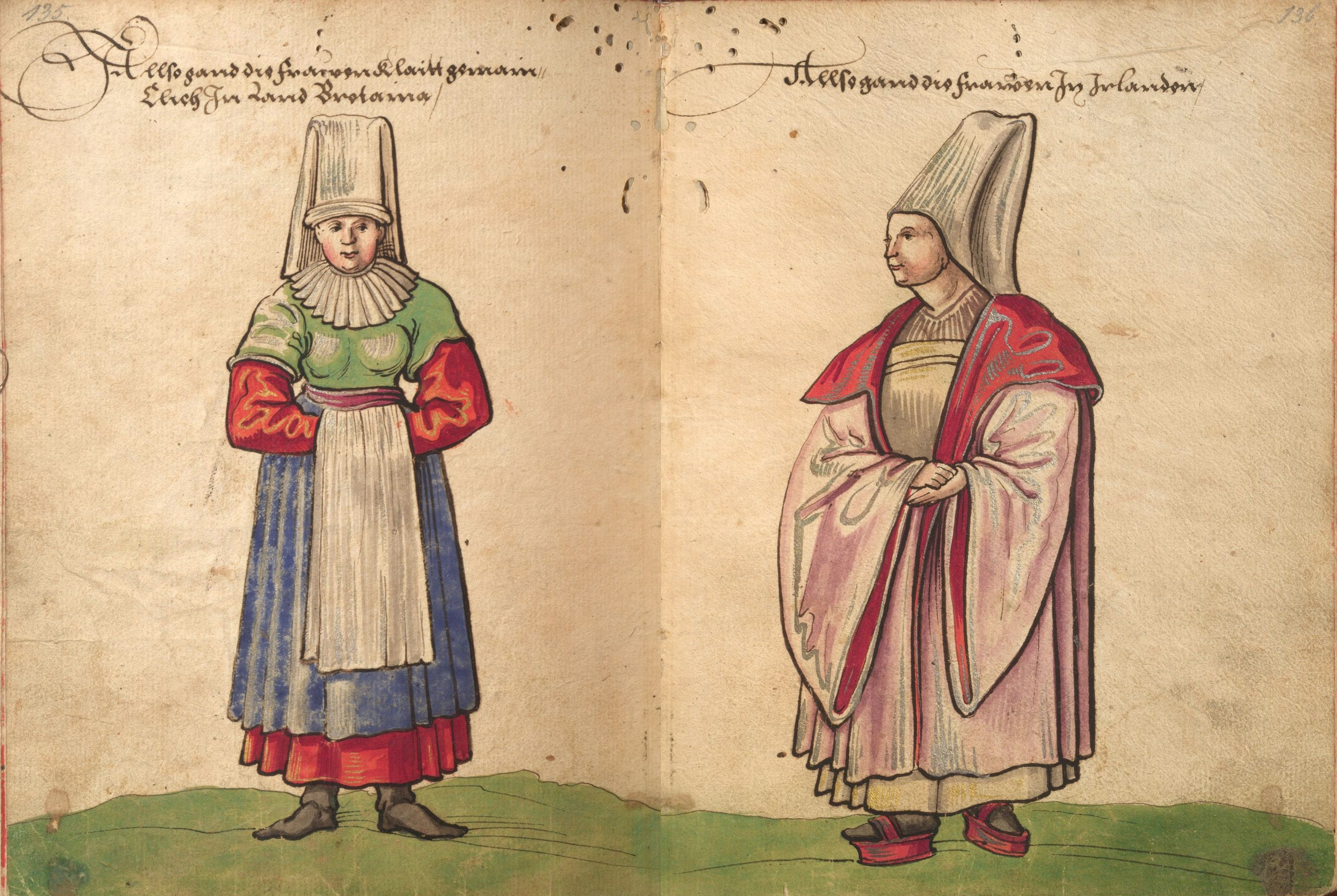
Costume breton (à gauche) et irlandais (à droite), en 1530. Le dessin établit une comparaison entre les deux aires géographiques.

Un voyageur originaire de Cologne, Arnold von Harff se rend à Nantes et dessine les costumes qu'il y voit et qu'il définit comme communs à toute la Bretagne.

« Dans cette ville et dans toute la Bretagne les femmes portent communément deux longues cornettes entourées de tissu sur la tête, une au-dessus de chaque oreille de cette manière. »

### AuXVIIIesiècle, le costume, marqueur identitaire pendant les États Généraux
Corentin Le Floc'h (1754-1794), élu député aux États généraux de 1789, parut à la procession dans les rues de Versailles précédant l’ouverture des États, le lundi 4 mai, et fit sensation, avec ses cheveux longs et en costume breton : gilet blanc bordé de lisière, grande veste. Son succès fut tel que, malgré le costume noir de rigueur imposé aux députés, il garda le sien. Il resta cependant discret, sans doute en raison de sa méconnaissance de la langue française.

### Diversification et enrichissement du costume auXIXesiècle
L'abrogation des lois somptuaires lors de la Révolution française et le développement économique des populations rurales ont favorisé l'expression populaire en matière de costume. La circulation et la disponibilité des matériaux textiles, ainsi que la chute de leur coût du fait de la révolution industrielle engendrent l’explosion rapide des guises coutumières et leur diversification. On assiste alors à une expansion des costumes paysans de fête.

### Avant 1914, le costume breton un attribut politique et régionaliste

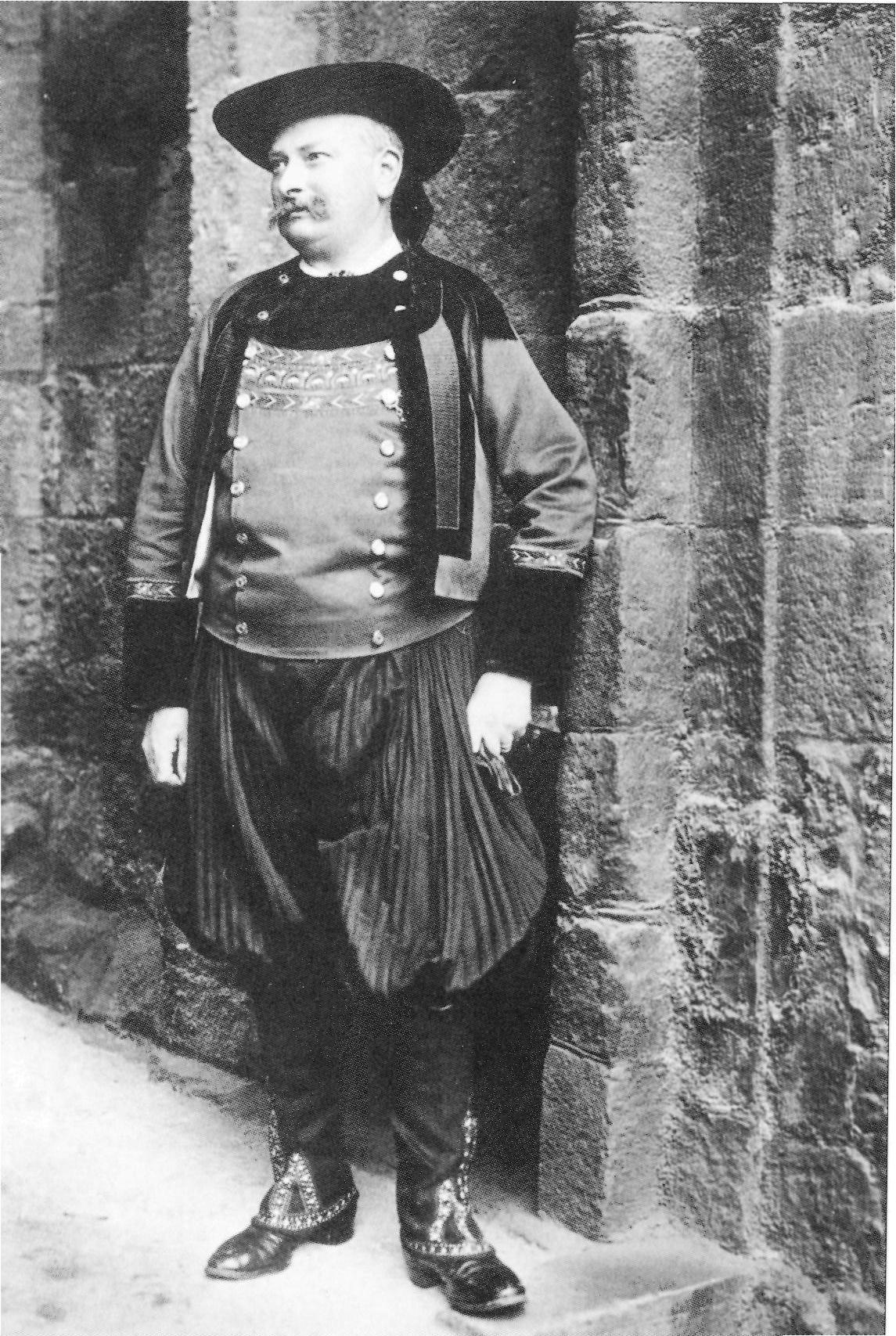
Régis de L'Estourbeillon, fondateur de l'Union régionaliste bretonne en costume glazig avec bragoù bras, 1904

Au XXe et au début du XXIe siècle, les régionalistes traditionalistes mettaient sur le même plan la langue, la religion et le costume. Certains, comme Théodore Botrel, se faisaient photographier en « costume national ».

### Après 1945, le costume folklorique
À la fin du XXe et au début du XXIe siècle, les cartes postales bretonnes représentent souvent des danseurs de cercles celtiques qui mettent en valeur leurs costumes et qui défilent devant des milliers de touristes lors des fêtes estivales.

### Usages actuels du costume, vêtement d'apparat et héritage
L'usage quotidien du costume traditionnel tend à s'effacer à partir des années 1970, il n'est plus porté que par les femmes âgées, et uniquement dans la partie la plus occidentale de la région. Les dernières femmes à porter quotidiennement la coiffe bigoudène comme Maria Lambour s'éteignent dans les années 2010.
La haute coiffe bigoudène s'est imposée dans l'iconographie contemporaine, annexant la variété et la diversité des coiffes historiques. La publicité, le tourisme autant que les éditeurs régionaux et nationaux surfent sur cette image réductrice. Les caricaturistes de la presse nationale s'en servent comme un symbole évoquant d'emblée la Bretagne. Elle fait cependant l'objet de réinterprétations créatives dans la littérature, la littérature pour enfants ou encore la communication.

Le National Geographic a publié en 2014 un article sur quelques types de coiffes bretonnes,.

Tenues portées dans les défilés de costume traditionnels lors de festivals
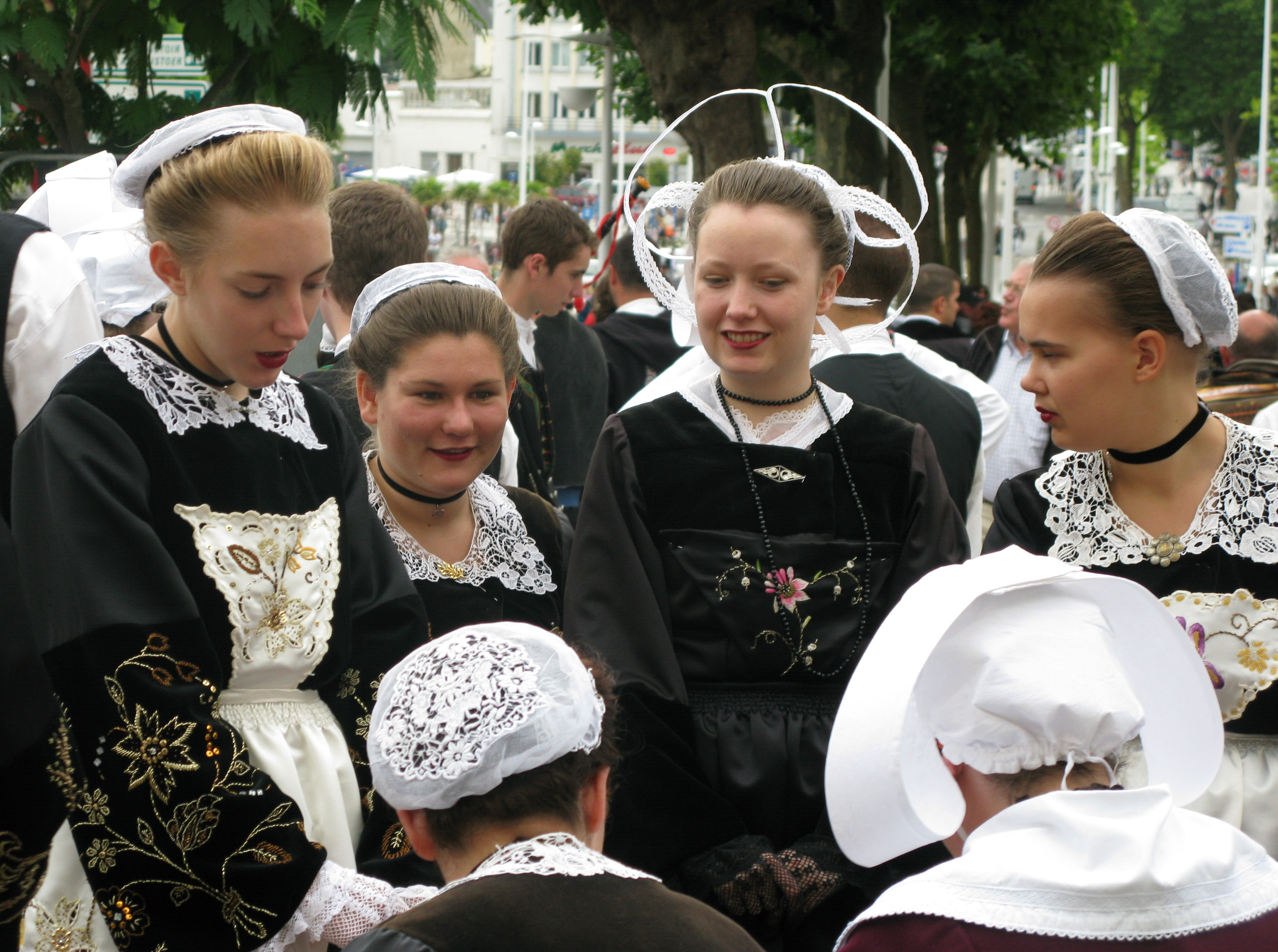
Au festival interceltique de Lorient en 2009.
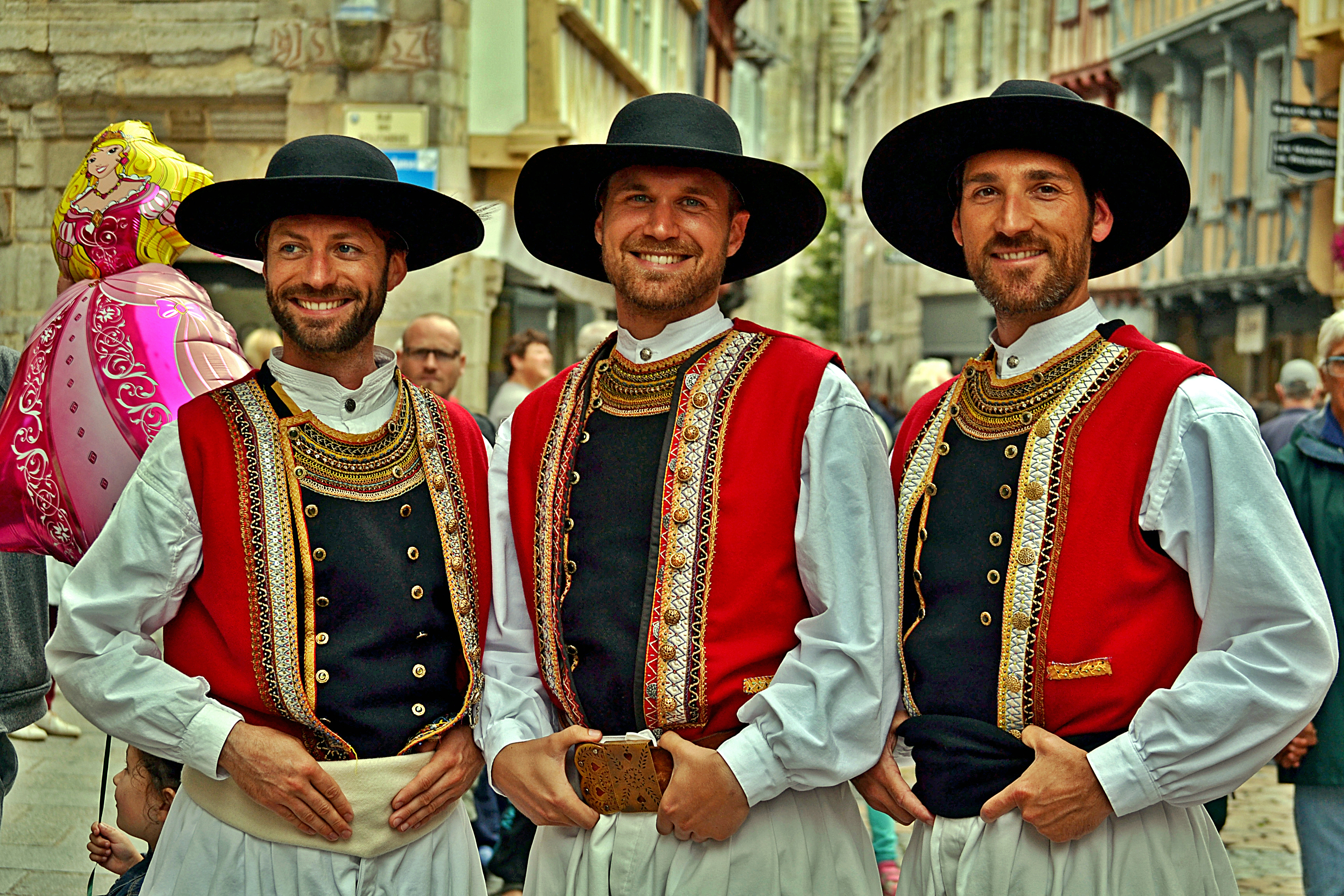
Bretons de Quimper au festival de Cornouaille en 2015.

Le costume est aussi ponctuellement porté par des parlementaires bretons avant guerre comme François Soubigou, sénateur du Finistère entre 1876 et 1894, Joseph Cadic député du Morbihan entre 1924 et 1958, et Joseph Le Pevedic, député du Morbihan de 1928 à 1940. Il est de nouveau porté à plusieurs reprises par Paul Molac, député du Morbihan à partir de 2012.

## Représentation dans les arts
Si le costume breton a son histoire propre, sa représentation a beaucoup évolué et a été très riche. L'ensemble de ces représentations, comme toute image, est la résultante d'un contexte de création ainsi que des buts explicites et non explicites de ces "créateurs d'images".
Les historiens ayant travaillé sur le sujet estiment que l'histoire des costumes implique de s'intéresser d'une part à l'histoire de ceux et celles qui portent les costumes mais aussi à l'histoire deux ceux qui regardent, qui en parlent, qui produisent et diffusent ainsi leur propre image.

### Artistes natifs de la Bretagne
Olivier Perrin (1761-1832), né à Rostrenen, quitte Paris lieu de son apprentissage artistique, après la révolution. De retour dans sa province natale, il s'intéresse à la description et à la représentation des costumes paysans bretons. Il peint et grave de nombreuses scènes rurales (foire, barbier, danse de noce, cavalcade). Ces créations nourrissent notamment Galerie des mœurs, usages et costumes des Bretons de l'Armorique éditée en 1808 et 1838.

### Émergence d'une image stéréotypée
François Hippolyte Lalaisse (1810-1884), professeur à polytechnique, est sollicité par l'éditeur Pierre-Henri Charpentier pour créer les dessins (qui seront lithographiés) de plusieurs ouvrages dont La galerie armoricaine publiée en 1845 (les autres ouvrages concernent l'Alsace, Nantes, la Loire). Un grand nombre des croquis préparatoires à la publication sont conservés au MUCEM. La véracité historique des dessins de Lalaisse est à juger à l'aune de la méthodologie employée : l'ouvrage ne représente probablement pas la diversité des costumes telle qu'elle devait apparaître. Ce biais méthodologique est notamment souligné par l'étude de Jean Cuisenier menée en 1985.
L'École de Pont-Aven consacre cet intérêt pour les spécificités locales, s'éloignant par là-même de préoccupations historiques quant aux représentations[réf. souhaitée].
À la suite des écrivains-voyageurs, de nombreux peintres s'intéressent à la Bretagne, et la représente, notamment via la figure féminine de la bretonne en coiffe. De nombreuses scènes de pardons, de bretonnes au calvaire ou de scènes de port sont produites et exposées au Salon des artistes français à Paris. Pour la plupart, ces peintres (comme Henri Dabadie) viennent chercher en Bretagne un exotisme qu'ils retrouvent également en Orient ou en Afrique du Nord. Ces représentations de peintres qui parfois réalisent leurs peintures dans des ateliers parisiens sans se déplacer en Bretagne, commencent à forger, dans les milieux artistiques de la capitale, l'image d'une région stéréotypée, opérant le passage du paysan sauvage à une figure paisible et aimable.

Peintures inspirée par l'école de Pont Aven et le courant naturaliste
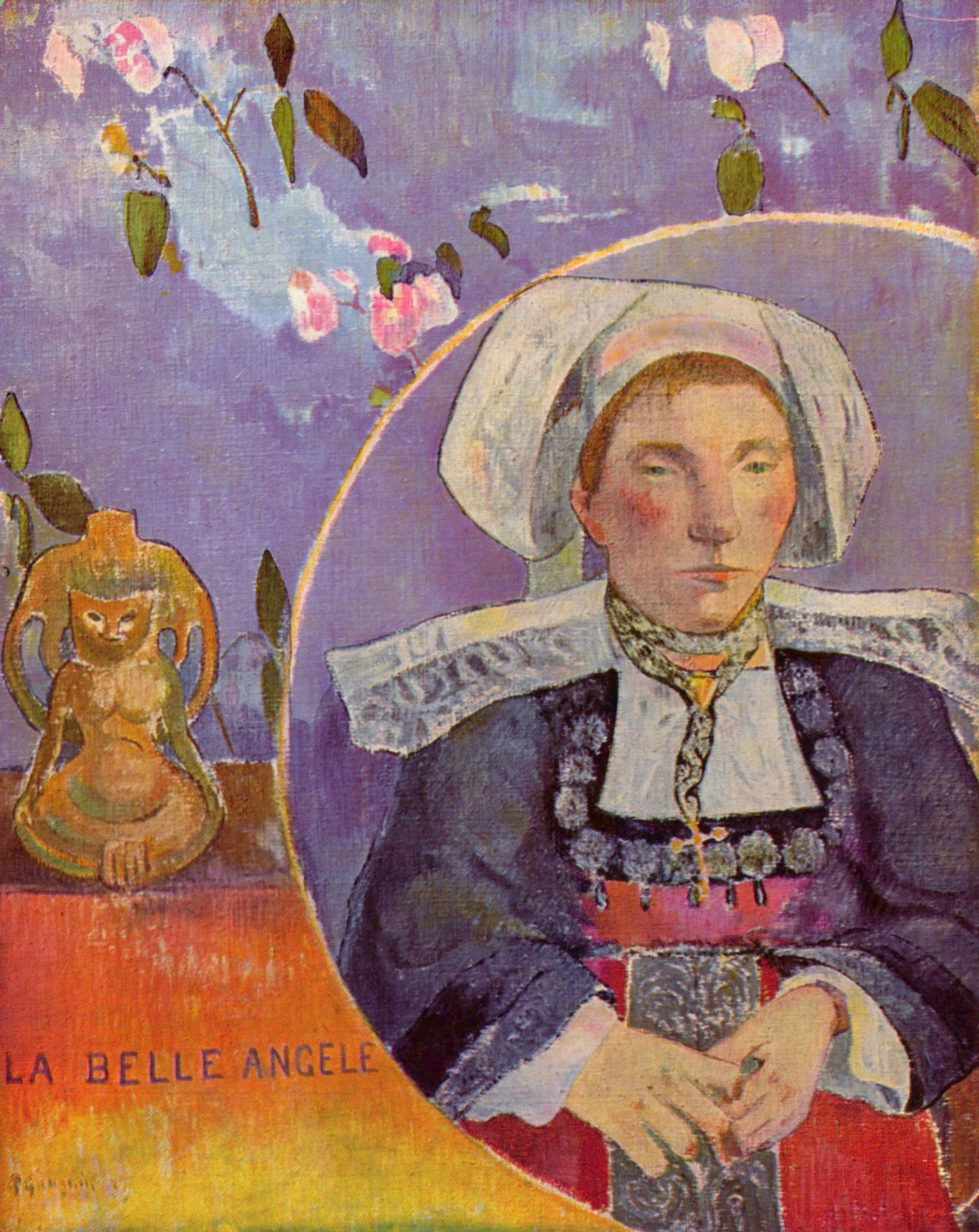
Costume de Pont-Aven par Gauguin (1889)
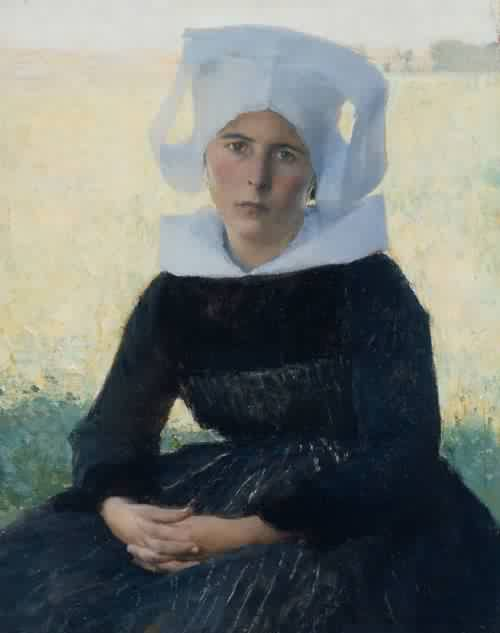
Costume de Châteaulin par Pascal Dagnan-Bouveret (1887)
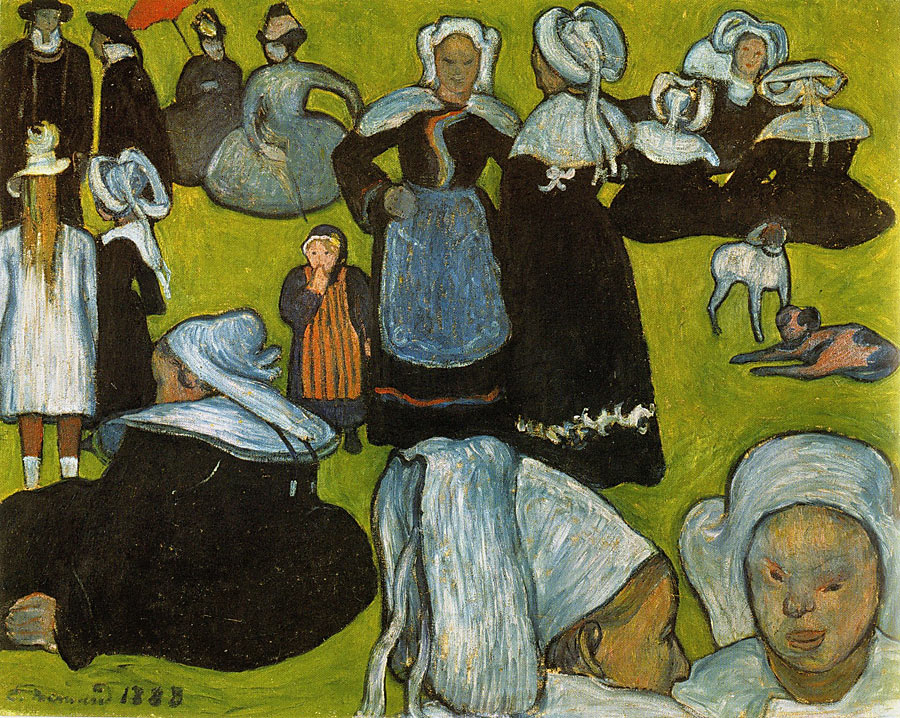
Étude sur les costumes bretons par Émile Bernard (1888)

Le développement conjoint du train et du tourisme contribue à figer une image stéréotypée de la Bretagne, qui se traduit jusque dans les chansons populaires telles que Vive la Bretagne. Cette chanson s'est d'ailleurs exportée jusque dans la province du Saskatchewan au Canada.
Pourtant, durant cette même période, l'exode rural se poursuit, le prêt-à-porter et les magazines de mode se diffusent, tendant à harmoniser le costume de manière générale. L'image se diffuse par la réalisation de cartes postales qui mettent en scène le costume breton, de façon pastiche, dans une réalité photogénique. De nombreuses cartes postales sont ainsi conservées, par exemple, dans les Collections des Musées départementaux de la Haute-Saône ci-dessous. Le mouvement engagé par des figures telles que Théodore Botrel confirme cette production d'images. René-Yves Creston, tout en y recourant, conviendra de la limite des cartes postales comme source iconographique pour l'histoire du costume breton.

Réalité mise en scène pour élaborer des cartes postales (années 1900-1925)
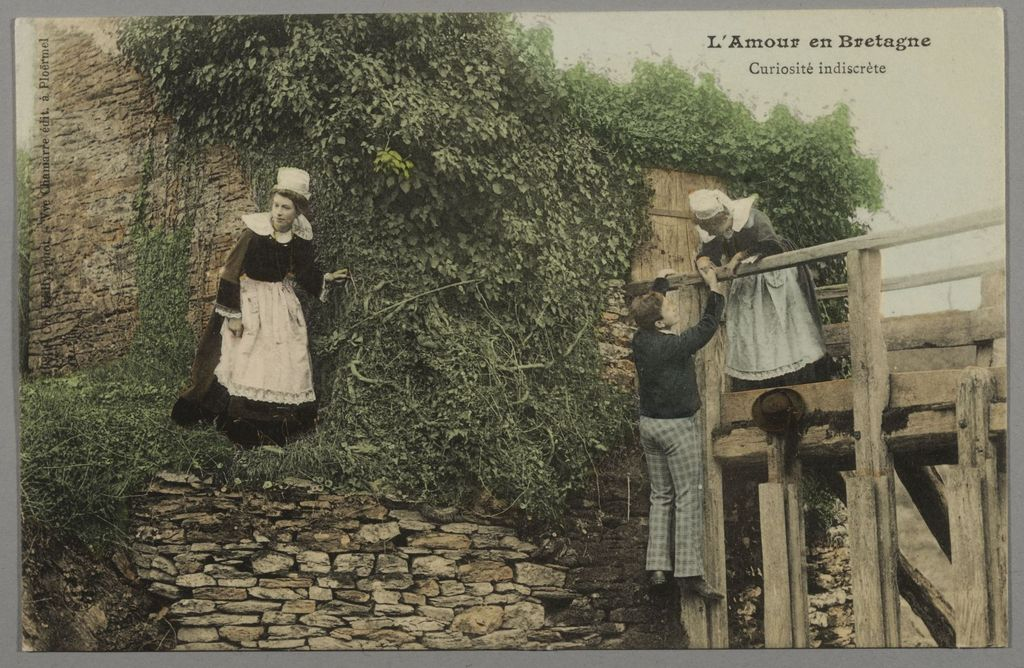
Photographie prise par Charles Bailly
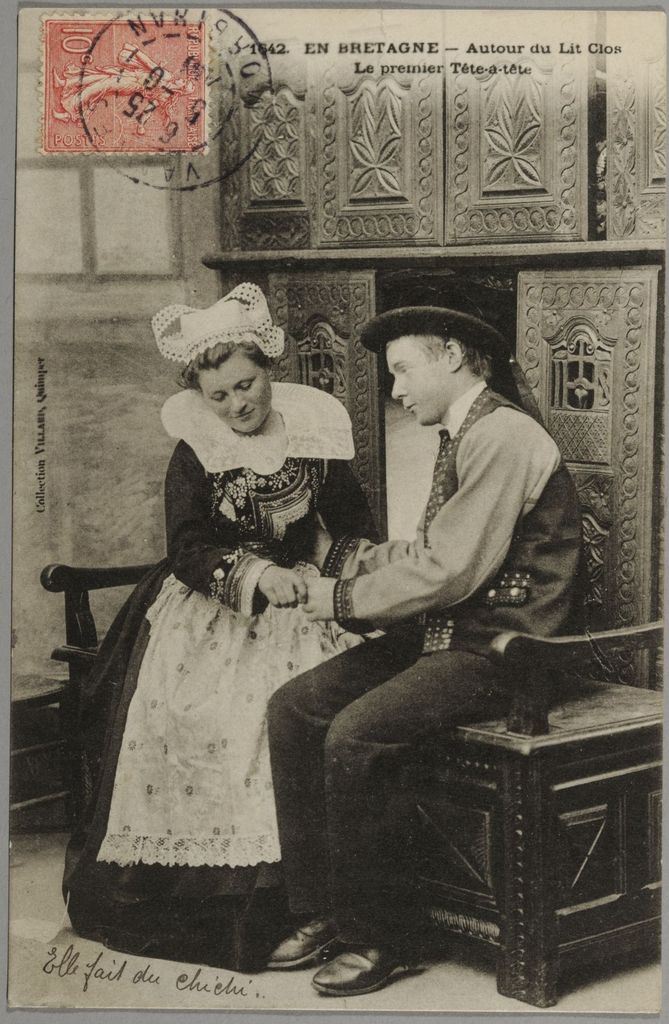
Collection Villard Quimper
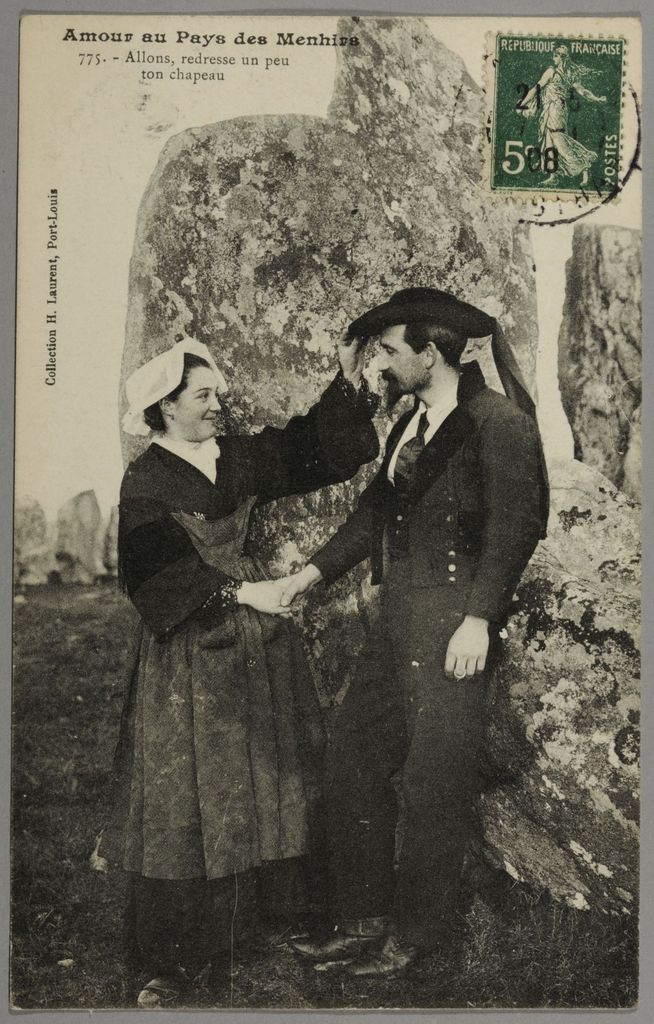
Collection H. Laurent, Port-Louis

### Réappropriation de la représentation du costume breton dans les arts par des artistes bretons
Si certaines cartes postales et photographies dépeignent une Bretagne stéréotypée, d’autres photographes prennent pour parti de photographier le costume breton de façon plus réaliste. C’est notamment le cas des frères Charles et Paul Géniaux, à la fin du XIXe siècle, qui représentent leur Bretagne natale dans sa réalité. Ils rendent hommage aux petits métiers et aux costumes traditionnels dans leurs photographies et cartes postales. Cette production contribue à immortaliser le costume breton traditionnel sous ses différentes apparences. Les photographies témoignent aussi de la manière dont les bretons s'occupent de leurs costumes, puisque certains clichés montrent des actions telles que "le séchage des coiffes vers 1902". Bien qu'ils photographient essentiellement le Morbihan, les autres départements ne sont pas en reste. On peut percevoir l'attachement de Charles Géniaux pour les costumes de la région dans certains de ses écrits (son épouse, Claire Géniaux rédigera elle aussi des articles sur la question). Notamment dans son livre-reportage La Bretagne Vivante de 1912 où il écrit:

« Nulle part comme en Bretagne ne se remarque la libre fantaisie des costumes, l'étonnante variété des couleurs et des formes. Au pays de Quimper, les fillettes sont vêtues de robes en lainage bleu de ciel recouvert de dentelle blanche ; la taille longue et rigide fait songer aux infantes de Vélasquez tandis qu'une jupe à vertugadin bouffe autour des hanches. Un bonnet de velours du même bleu, garni de paillettes et d'aigrettes argentées coiffe les têtes blondes. Ainsi attifées dans leurs robes d'apparat, les fillettes semblent de grandes poupées Louis XIII. »

Collections du musée de Bretagne
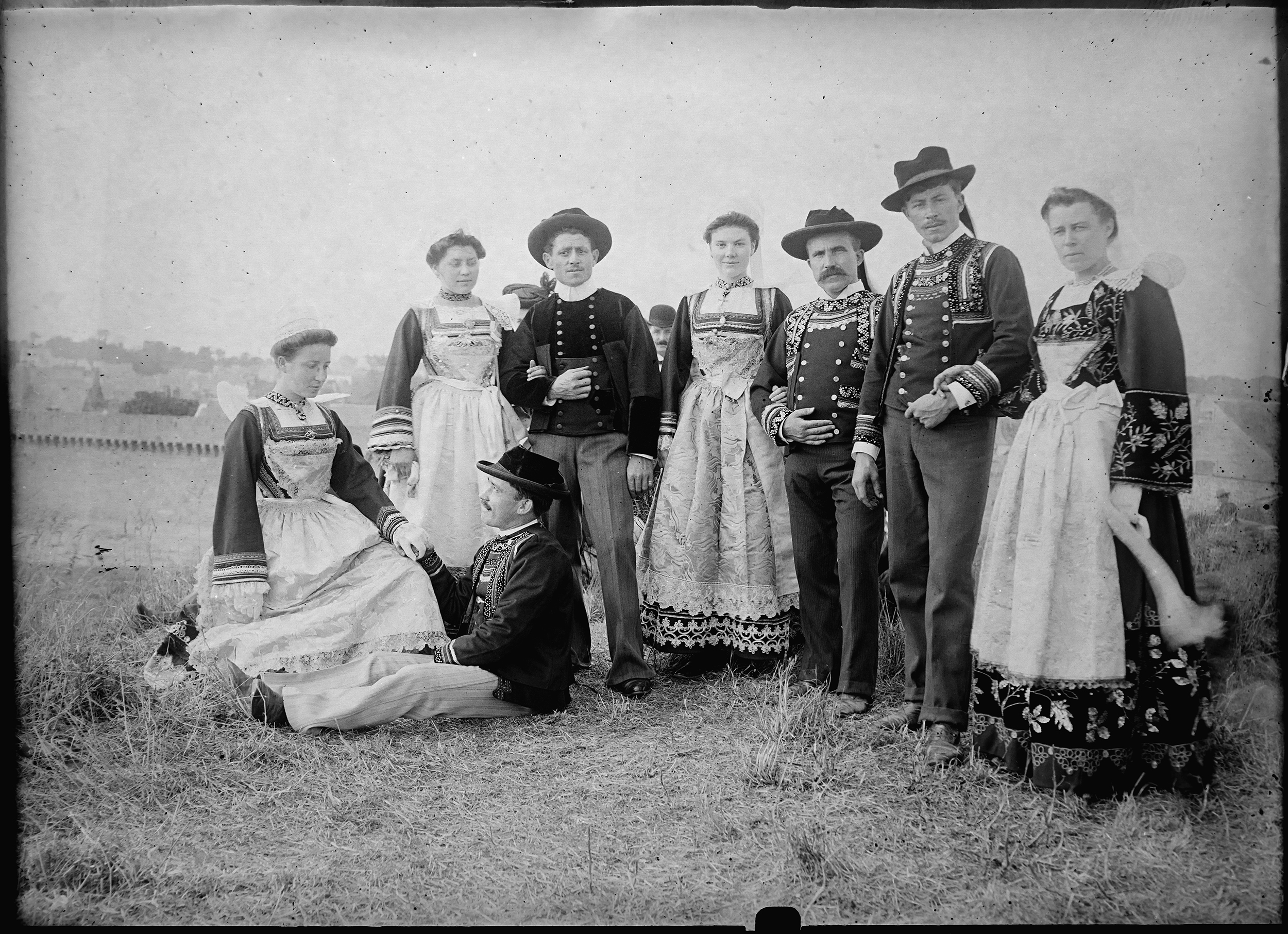
Costume de Rosporden - Frères Géniaux
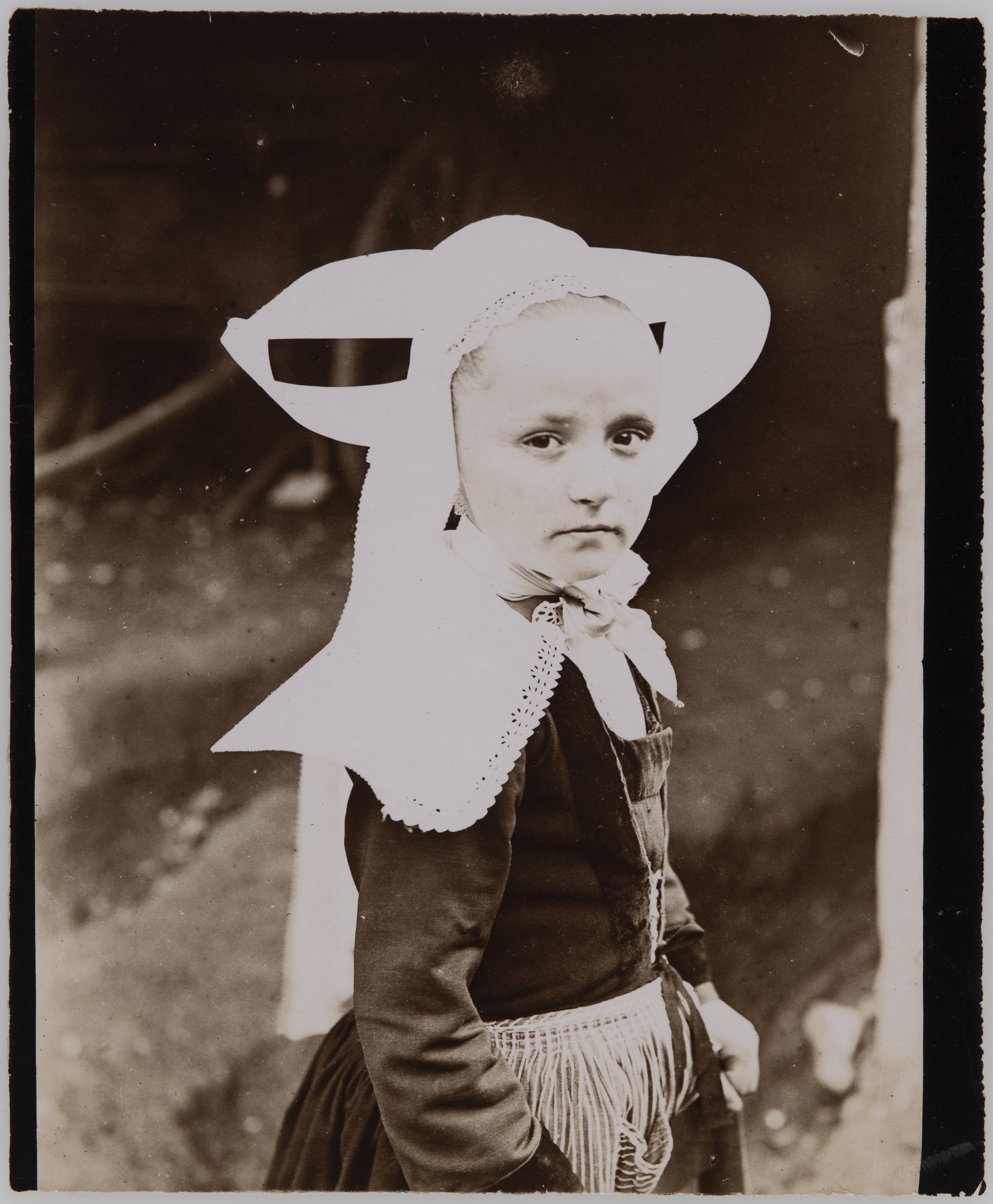
Portrait d'une petite fille - Paul Géniaux
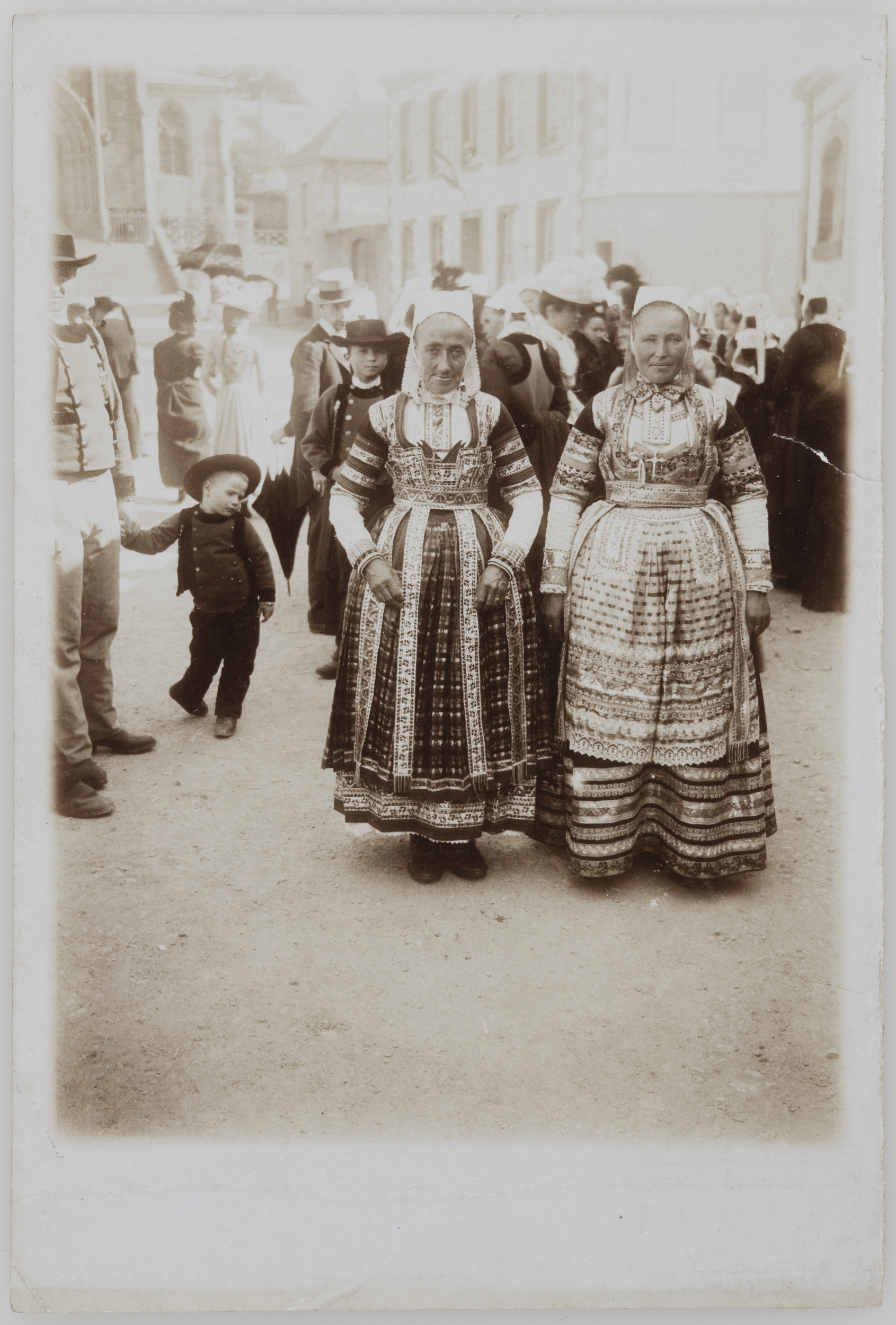
Châteaulin deux bretonnes - Paul Géniaux
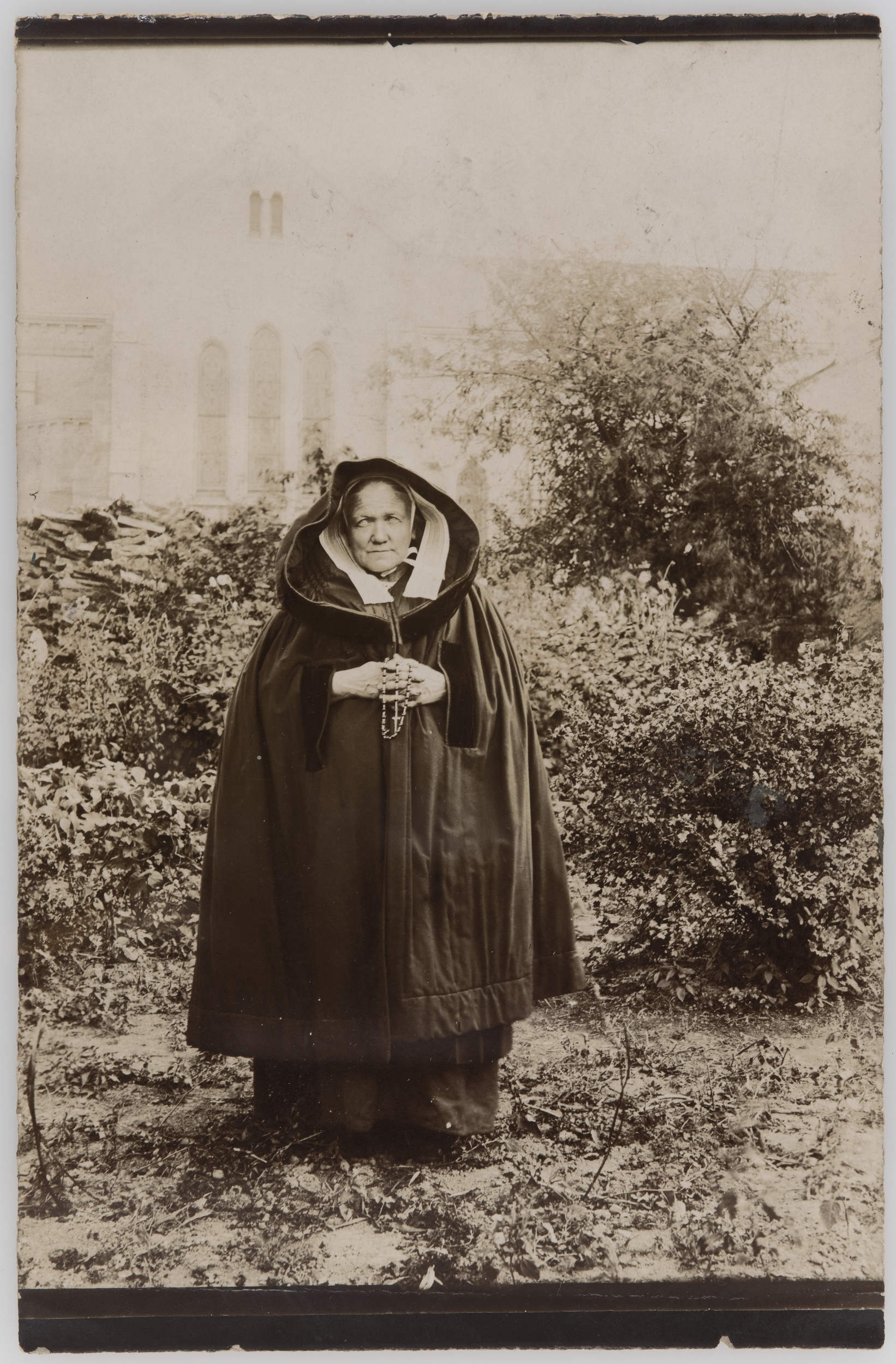
Le culte de la mort, une veuve - Paul Géniaux

## Conditions du déclin et renouveau du costume
À partir du début du XXe siècle, l'art du costume commence à décliner. Le développement des moyens de communication, la diffusion plus rapide des magazines de mode parisiens, ainsi que la difficulté d'allier les nouvelles formes de condition de travail avec le port de la coiffe notamment dans le transport automobile, explique en partie le déclin du costume traditionnel.
De plus, ces vêtements étaient lourds, dans des étoffes peu souples, qui ne sont plus compatibles avec le développement d'un mode de vie où se développe le tourisme, la pratique du sport, et l'arrivée du prêt-à-porter. Dans un premier temps, les modèles sont restés mais les étoffes ont été rendues plus légères. Et l'art vestimentaire s'est surtout traduit dans les vêtements de cérémonie, équivalent aux robes de soirées parisiennes. Ainsi, les paysannes de la Bretagne occidentale ont quitté leur costume sans étape ou très peu. Tandis que les paysannes du pays gallo, ainsi que les artisanes, conservent la coiffe associée à des vêtements plus citadins, mais en abandonnant le tablier et le châle.
Pour ce qui est du costume masculin, les guerres, le travail industriel, le poids des vêtements et l'arrivée de vêtements bon marché en déstockage des surplus militaires, ont conduit à un abandon des vêtements traditionnels. Les hommes abandonnent en premier lieu le chupen (veste) mais conservent le gilet et le chapeau qui parfois est remplacé par le béret basque ou la casquette.
Mais il faut ajouter un argument psychologique, qui a joué son rôle. Le poids du regard des autres a été un facteur de déclin du costume. La gêne d'être observé, photographié comme une pièce de musée, ou un objet de curiosité font que les personnes concernées ont opté pour une évolution progressive de leur façon de s'habiller dans la vie courante.
En réaction à l'image stéréotypée de la Bretagne, à partir des années 1920, plusieurs artistes se regroupent dans un collectif qui prend le nom de Ar Seiz Breur qui signifie en breton les sept frères. En tête de file de ce mouvement, on retrouve Jeanne Malivel, René-Yves Creston et Suzanne Creston. Le mouvement prend fin en 1947. Durant les années d'existence du collectif, une soixantaine d'artistes ont exercé leur travail en réemployant l'art traditionnel au service de l'art décoratif mais aussi en modernisant l'image du costume breton dans le travail illustratif.

Le costume breton dans l'art graphique développé par les Seiz Breur
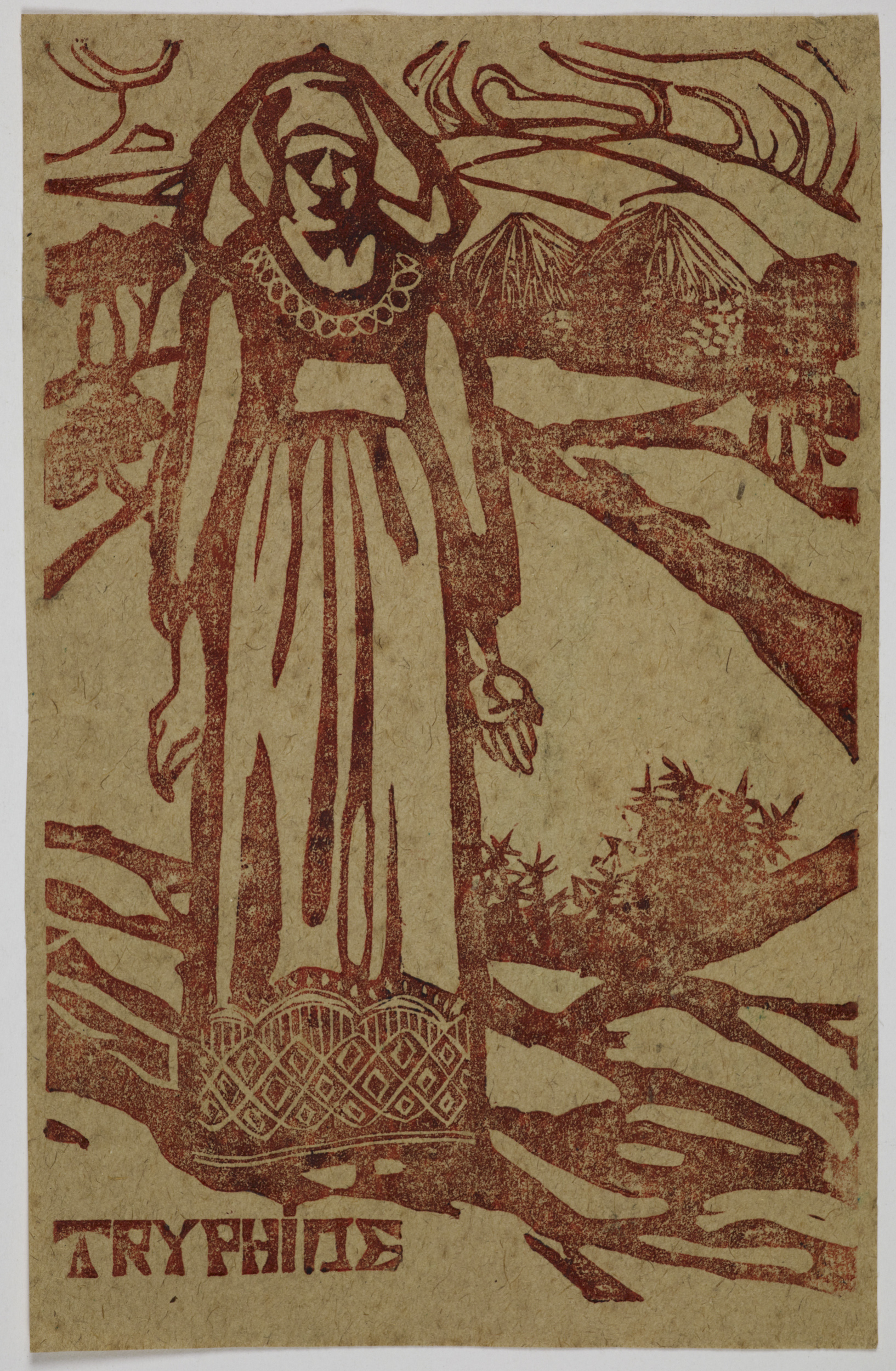
Représentation de sainte Triphine réalisée par Jeanne Malivel
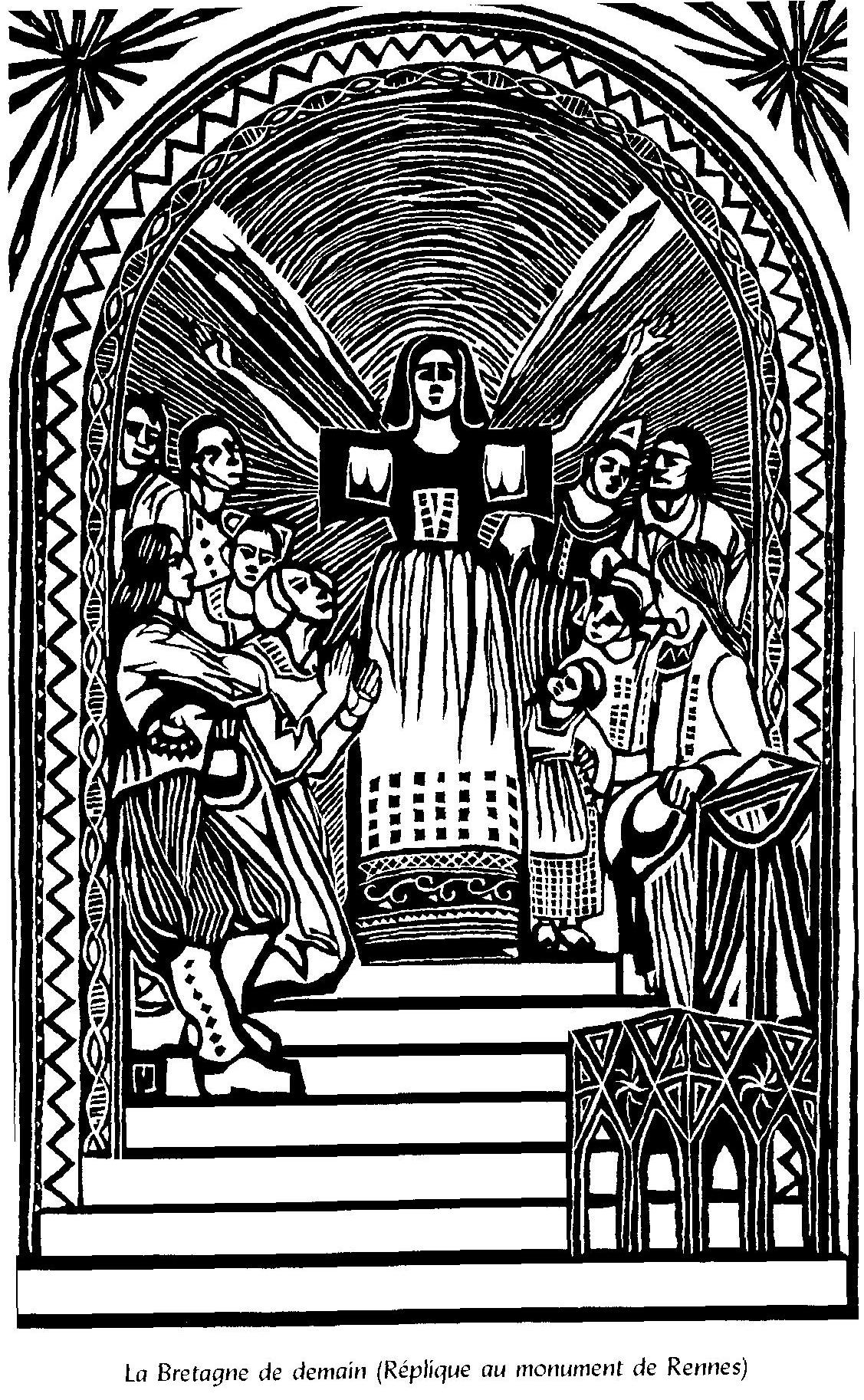
Illustration pour l'Histoire de Bretagne (1922)

Puis, les costumes réapparaissent lors d'occasions solennelles telles que les mariages mais surtout les fêtes grâce au travail des cercles celtiques et des kevrenn de sonneurs. Selon René Yves Creston, on peut comparer le travail de maintien et de modernisation de costumes dans les cercles celtiques à des uniformes d'une équipe sportive. Ce faisant, le costume n'est plus l'expression collective d'une influence globale mais plutôt un art qu'il qualifie d'élite, choisi par ses porteurs.
Le costume breton et sa broderie traditionnelle sont revisités par certains créateurs comme Pascal Jaouen qui créé en 1995 l'École de broderie d'art de Kemper à Quimper,,.